# Críticas socialdemócratas al marxismo
Las críticas al marxismo provenientes de autores socialdemócratas tienen una relación sutil con la propia doctrina, a diferencia de lo que sucede con los críticos liberales, conservadores y anarquistas.

## Socialdemocracia, socialismos alternativos y marxismo
En 1875 se saldó con el Programa de Gotha la fusión de la Asociación General de Trabajadores de Alemania (ADAV), de tendencia lassalleana; con el Partido Socialdemócrata Obrero de Alemania de Wilhelm Liebknecht (SAPD), de tendencia marxista; en el único Partido Socialista Obrero de Alemania (SAPD). La unión acordada en goza resolvió el problema de unir ambas. El mismo Karl Marx criticó dicho programa en su póstuma Crítica del Programa de Gotha (1891). Finalmente surgieron dos corrientes estuvieron representadas por dos nombres famosos. La corriente marxista por Karl Kautsky y la reformista por Eduard Bernstein.
Desde que el movimiento socialdemócrata terminara de distanciarse de los proyectos marxistas, tanto revolucionarios como gradualistas, su doctrina de reforma social y proyecto colectivo, destinado a conciliar la planificación socialista con el mercado capitalista, debió fundamentarse no solo positivamente sino también negativamente respecto de los proyectos económicos y los modelos de sociedad que les eran adversarios: el liberalismo y el marxismo, a pesar de que tomaran de ellos, respectivamente, el pluripartidismo político más la noción de derechos individuales aplicada en su sentido positivo, y del segundo el énfasis en la distribución de acuerdo a la necesidad adelantando así parte del proyecto social de la "etapa superior del comunismo", pero sin adoptar la teoría de la explotación. Gran parte de las críticas al marxismo fueron similares a aquellas esgrimidas por el pensamiento liberal, ya que estas no siempre dependían de las premisas de las doctrinas socialdemócrata y liberal, sino de las contradicciones internas del marxismo. Muchos de los autores socialdemócratas que las realizaron no conocieron a los autores liberales que llegaron a las mismas conclusiones. Sin embargo y por esto mismo muchas de estas críticas al marxismo no son totalmente coincidentes: en las diferencias aparecen observaciones de vital importancia, que sin embargo han pasado desapercibidas por no estar, como las de los liberales, popularizadas por el hecho de encontrarse en un extremo de la confrontación.
Otras críticas socialdemócratas dependen directamente de sus bases doctrinales, a pesar de que ellas deriven de diferentes corrientes cuyas premisas tienen raíces no totalmente complementarias y puntos de origen en otras doctrinas: socialistas no-marxistas, comunitaristas progresistas, republicanos pluralistas, liberales no-económicos, neo-mercantilistas, corporativistas democráticos, etc. De la particular aproximación a las cuestiones humanas llevadas a cabo por estas corrientes dispares, que por diferentes caminos llegan a la misma idea de una "tercera vía" entre capitalismo y socialismo, cabe señalar la frecuente adopción mutua de ciertos criterios filosóficos (Habermas), políticos (Bobbio, Rawls, Dahl), históricos (Polanyi), sociológicos (Giddens) y económicos (Keynes, Samuelson, Stiglitz, Krugman).
Tanto de estas diferentes corrientes de pensamiento cuyo resultado político es el proyecto político socialdemócrata, así como de los diferentes análisis autónomos sobre los problemas internos del marxismo, surgen ciertos temas que son la médula que les distingue.

## Sociedad Fabiana
La Sociedad Fabiana es un movimiento socialista anglosajón originado a finales del siglo XIX. En este contexto, "Gran Bretaña hizo grandes progresos hasta conseguir instaurar una Constitución democrática". Tras el movimiento cartista de 1865 y 1885 los movimientos adquirían mayor organización y surgieron sindicatos para la defensa de sus intereses. Al igual que el marxismo afirman la tesis de la evolución de la sociedad pero rechazan la revolución. Tomando el nombre del general romano Quinto Fabio Máximo creían que el lento desarrollo progresivo del capitalismo evolucionaria gradualmente hacia una sociedad socialista, de la misma forma que la transición del capitalismo al feudalismo no se hizo de un salto, mediante el uso de reformas políticas. En lugar de actuar al margen o en contra del Estado como los marxistas y anarquistas, que lo veían "sin más objetivo que mantener el sometimiento del pueblo", los fabianos valoraron al Estado positivamente como medio para llevar a efecto la reforma económica necesaria. En lugar de la lucha de clases, el socialismo "busca una organización cooperativa de la sociedad cuyo objetivo es el bien común" y su misión socialismo es "descubrir las ideas, los fines y los medios necesarios para lograr tal transformación", de ahí que la democracia sea necesaria. Los fabianos también dieron gran importancia a los ideales morales. "También en esto se distingue de Marx, que despreció la eficacia de las ideas morales y ridiculizó el socialismo moralista".
Los miembros de la Sociedad Fabiana se dedicaron a la lectura de libros de tendencia socialista que aportasen ideas a sus planes de reforma, como las obras de Marx, Proudhon, Owen; pero de más célebres economistas como Smith, Ricardo, Mill, Jevons, Walras, etc. Sus esfuerzos se centraban en buscar investigadores de los problemas reales en lugar de agitadores sociales. Destacan entre ellos el dramaturgo George Bernard Shaw y el político Sidney Webb. Webb sostuvo que la "evolución constante es la lección de la historia" pero "del fin como del origen, nosotros nada sabemos". "Ningún filósofo espera cosa alguna que no sea la evolución gradual del nuevo orden, partiendo del viejo, sin la ruptura de continuidad o el cambio de ruptura de todo el tejido social en algún punto durante el proceso". Frente a la teoría de la explotación marxista, Webb derivó la idea principal de su pensamiento económico de la teoría de la renta diferencial de Ricardo. "La ley de la competencia tiene por efecto llevar el precio del producto al del coste de producción". Para productos idénticos con costes diferentes, es el coste más elevado el que fijará el precio. "De ahí se sigue un margen de ganancia para productos idénticos". Webb apoyó la reforma de la socialización de estas rentas "porque no son fruto del trabajo del capitalismo" mediante "el sistema de impuestos, la nacionalización o municipalización de ciertas empresas".

## Eduard Bernstein

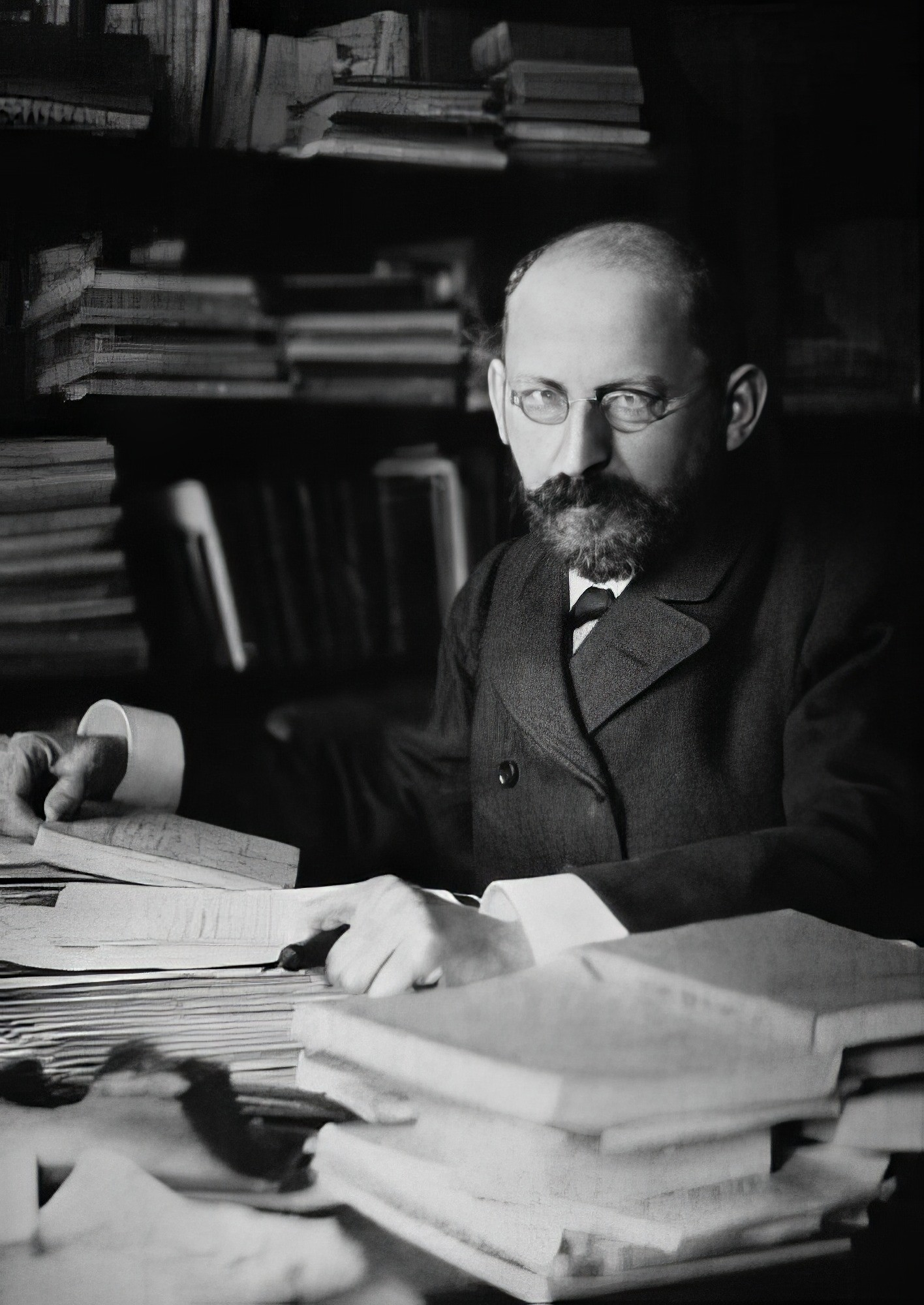
Eduard Bernstein (c. 1895).

Tras la muerte de Friedrich Engels, compañero de Marx, en 1895, su colaborador Eduard Bernstein y miembro del Partido Socialdemócrata Alemán (SAP) escribió en la revista Die Neue Zeit una serie de artículos críticos de las tesis del marxismo ortodoxo, que consideró "contrarias a las afirmaciones de Marx y Engels".

«Engels, en una de sus últimas publicaciones, afirmó expresamente que Marx y él, en 1848 y 1849, sobrestimaron enormemente el estado de evolución industrial alcanzado. Creían que el colapso de la civilización burguesa se produciría en el futuro cercano, pero que se solucionaría mediante una serie prolongada de revoluciones. Y en su sobreestimación del estado real de la evolución social, no se diferenciaban materialmente de otros socialistas de la época” (...) “[T]enemos que distinguir entre las doctrinas sociales e históricas de Marx y su aplicación práctica. Al apreciar los hechos reales siempre estamos sujetos a errores y es posible que tengamos que corregirnos continuamente, mientras que nuestra teoría es válida todo el tiempo.»

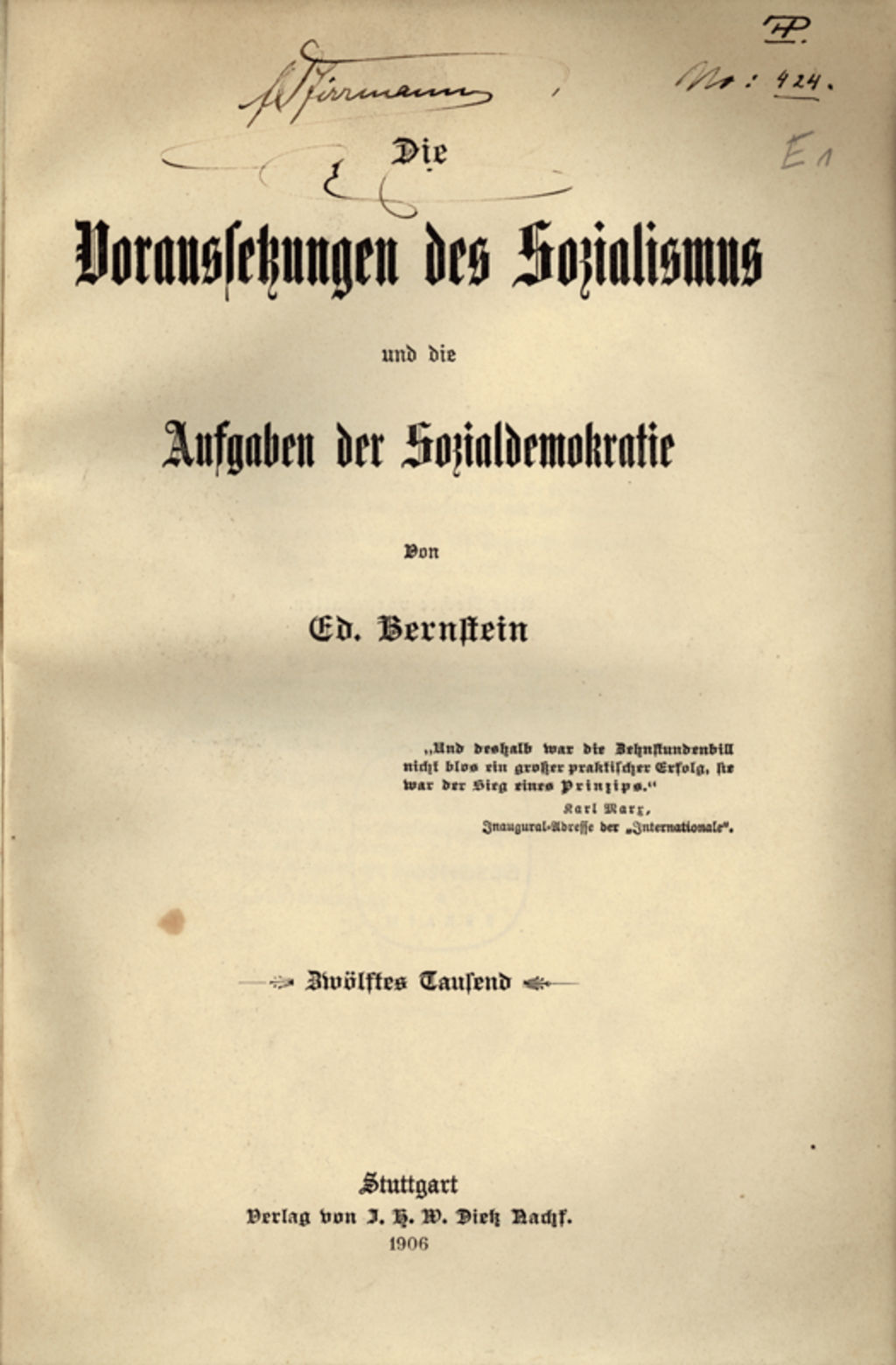
Las premisas del socialismo y las tareas de la socialdemocracia (1906).

Esto empezó una polémica con el fundador de tal revista, Karl Kautsky, quien le acusó de revisionismo. Bernstein amplió su visión reformista en su libro Las premisas del socialismo y las tareas de la socialdemocracia de 1899, traducido al inglés como Evolutionary Socialism (Socialismo Evolucionista).

«Marx y Engels se limitaron a veces a insinuar, a veces sólo a enunciar, con respecto a puntos aislados, los cambios reconocidos por ellos en los hechos, y en los mejores análisis de estos hechos, que influyeron en la forma y aplicación de su teoría. E incluso, en última instancia, no faltan contradicciones en sus escritos. Han dejado a sus sucesores el deber de volver a dar unidad a su teoría y de coordinar la teoría y la práctica. [...] En otras palabras, el desarrollo y la elaboración ulteriores de la doctrina marxista deben comenzar con la crítica de la misma. [...] El deber de los discípulos consiste en hacer esto y no en repetir eternamente las palabras de sus maestros.»

Bernstein criticó en Las premisas del socialismo y las tareas de la socialdemocracia el mesianismo determinista del marxismo, la teoría de la explotación del plusvalor, su predicción del colapso final del capitalismo, el utopismo de la futura sociedad comunista y la revolución como medio para llegar al socialismo. El libro contrastaba con las posiciones de August Bebel, Kautsky y Liebknecht. El libro fue duramente criticado por los ensayos Bernstein y el programa socialdemócrata (1899) de Karl Kautsky; Reforma o revolución (1900) de Rosa Luxemburgo; Cant contra Kant (1901) de Gueorgui Plejánov; Marxismo y revisionismo (1908), ¿Qué hacer? (1914) y El Estado y la revolución (1918) de Lenin.

### Negación de la teoría laboral del valor
Bernstein no concedió gran importancia en la teoría marxista del valor, en consecuencia, tampoco a la teoría de la plusvalía. Dado que Marx sostiene en libro tercer de El capital que "las mercancías no se venden según su valor individual, sino según su precio de producción" entonces "el valor pierde toda cualidad concreta y se convierte en un concepto abstracto puro [...] una hipótesis abstracta".
Citando al socialista Alexander Parvus también señaló hechos históricos precapitalistas que "obstaculizaban la concepción de un valor de cambio general fundado en el tiempo de trabajo de los productores" como sostuvo Engels con su "producción mercantil simple". Afirmó que "la formación del valor de cambio del trabajo y los problemas conexos del valor y la plusvalía no son más claros en esa etapa de la industria que en la actualidad".
El valor es pues algo secundario al precio, lo cual no es otra cosa la utilidad marginal de la escuela de Hermann Heinrich Gossen, William Stanley Jevons y Eugen von Böhm-Bawerk. Como la plusvalía es una consecuencia derivada de la teoría del valor es también una hipótesis abstracta.

«El trabajo excedente de estos últimos es un hecho empírico, demostrable por la experiencia, que no necesita prueba deductiva. Que la teoría marxista del valor sea correcta o no, es completamente irrelevante para la prueba del plustrabajo. En este sentido, no es una demostración, sino sólo un medio de análisis e ilustración.»

A su vez, la ausencia de principios morales en el marxismo vuelve inútil recurrir a la teoría del valor o de la plusvalía para encontrar una demostración de la injusticia del beneficio. De ahí que tal teoría sea de escaso valor para los fines de la transformación social.

«La teoría del valor da una norma para la justicia o injusticia de la división del producto del trabajo tan escasa como la teoría atómica para la belleza o fealdad de una pieza escultórica.»

### Crítica neokantiana al determinismo economicista del materialismo histórico
Bernstein rechazó la aplicación de la dialéctica hegeliana, “el elemento infiel de la doctrina marxista", para prever la marcha de la historia, ya que “permite saltos lógicos brillantes, radicales y geniales, pero como el fuego fatuo, nos deja entrever perspectivas ilimitadas rodeadas de contornos indefinidos”. Se separa de la interpretación economicista del materialismo histórico y del determinismo mecanicista que induce a las superestructuras y de la lucha de clases, que considera un "calvinismo sin Dios". Para Bernstein el hombre no tiene por qué estar sometido al devenir de la historia. De hecho, cuanto más progresa el hombre es menor la dependencia de su mente del medio económico. "Por su condición de racional, dispone de ideas que le convienen en señor y dominador de la estructura social y de la marcha de la historia. El hombre primitivo está dominado por fuerzas exteriores que él no conoce ni menos domina. Lo peculiar del hombre civilizado y culto es que este conoce y en la medida en que va dilatando sus conocimientos, domina las fuerzas externas para ponerlas a su propio servicio. Lo mismo vale del orden económico .Con este principio, Bernstein trata de superar la idea de interés particular de un sector o de una clase como criterio fundamental para la organización de un orden social". En este sentido, Bernstein invierte el materialismo histórico de Marx. "En lugar de las fuerzas productivas, ha colocado los ideales sociales y morales que se convierten en los motores de la transformación social y devenir histórico".

«La sociedad moderna es mucho más rica que las sociedades anteriores en ideologías que no están determinadas por la economía y que la naturaleza funciona como una fuerza económica. Las ciencias, las artes, toda una serie de relaciones sociales, dependen hoy mucho menos de la economía que antes, o, para no dar lugar a equívocos, el punto de desarrollo económico alcanzado hoy deja a los factores ideológicos, y especialmente a los éticos, un espacio mayor para la actividad independiente que antes. Como consecuencia de esto, la interdependencia de causa y efecto entre la evolución técnica, económica y la evolución de otras tendencias sociales se hace cada vez más indirecta, y a partir de ahí las necesidades de la primera están perdiendo gran parte de su poder de dictar la forma de la segunda.»

«Las causas puramente económicas no crean, en primer lugar, más que una disposición para la recepción de ciertas ideas, pero la forma en que éstas surgen y se difunden y la forma que adoptan, dependen de la cooperación de toda una serie de influencias.»

Buscó el fundamento del socialismo en los neokantianos, sobre todo en el propio Friedrich Albert Lange. Así, Bernstein escribía: “Si no temiera ser mal interpretado [...] traduciría la frase  Volvamos a Kant, por Volvamos a Lange”. Sostenía, citando a Immanuel Kant, que "nuestro conocimiento se halla limitado a los fenómenos" y “la cosas en sí” o “noúmeno” no puede conocerse. Aun así, estos noúmenos pueden aceptarse como “ideas reguladoras de la razón” que pueden ser útiles como “ideales normativos”. Entonces el socialismo contiene el elemento idealista de una sociedad futura que no podía ser objeto de un conocimiento científico. Bernstein negaba, por tanto, el socialismo científico marxista en favor de un "socialismo crítico –interpretando el calificativo de crítico en el sentido de criticismo científico de Kant”.
Según Bo Gustafsson, “entre estas fuerzas motrices ideales que estaban en la base del socialismo, las más importantes eran para Bernstein ´la consciencia moral o la concepción jurídica´”. Así pues, Bernstein en el imperativo categórico de la ética kantiana el fundamento del socialismo como "algo que debe ser, o que está en marcha hacia lo que debe ser”. Para Bernstein son los principios morales son los valores principales, ya que de ellos depende el progreso de la organización social y la reforma económica. Introduce la idea del "bien común" como "motor de la evolución histórica". Esto es "una manifestación de vitalidad intelectual humana, independientemente del modo de producción", suficiente para dirigir la acción reformadora y conquistadora del hombre.

«[T]enemos que distinguir a este respecto dos grandes corrientes. Por un lado, aparece una creciente comprensión de las leyes de la evolución y, en particular, de la evolución económica. Este conocimiento va de la mano, en parte como su causa, en parte como su efecto, una creciente capacidad de dirigir la evolución económica. La fuerza natural económica, al igual que la física, cambia del gobernante de la humanidad a su sirviente, según se reconozca su naturaleza. La sociedad, teóricamente, puede ser más libre que nunca con respecto al movimiento económico, y sólo el antagonismo de intereses entre sus elementos -el poder de los elementos privados y grupales- impide la transición completa de la libertad de la teoría a la práctica. Sin embargo, el interés común gana poder en un grado cada vez mayor en oposición al interés privado, y el dominio elemental de las fuerzas económicas cesa según el grado en que esto es así, y en todos los lugares donde esto es así. Su desarrollo está previsto y, por lo tanto, se lleva a cabo de forma más rápida y sencilla. De este modo, los individuos y las naciones enteras suscitan una parte cada vez mayor de su vida de la influencia de una necesidad que los obliga, sin o contra su voluntad.»

### Rechazo de las crisis por la tendencial centralización del capital y miseria creciente del proletariado
Bernstein negó la centralización del capital, tal como propuso Marx. Admitió la "tendencia a la concentración y a la formación de grandes empresas anónimas y de monopolios" pero negó que la concentración de la propiedad aun número cada vez menor de propietarios "encierra el declive y finalmente la desaparición de las clases medias, las cuales engrosarán las filas de la clase proletaria". De hecho existe una tendencia contraria "a dividir y difundir la propiedad". Afirma que la competencia de grandes empresas capitalistas impone el cierre de pequeñas empresas pero genera la aparición de "otros pequeños propietarios como son los pequeños accionistas de las grandes empresas" y la formación de otros talleres y empresas auxiliares. Así, las clases sociales se han hecho cada vez más complejas al "multiplicarse sus actividades y diversificarse el mundo de los negocios". Dado el avance del capitalismo Bernstein negó la "miseria creciente del proletariado" y la "proletarización universal" que "abrirá los caminos para el triunfo del socialismo". Tampoco admitió que el capitalismo tiende a caer en crisis cada vez más grave que finalmente produzca su derrumbamiento. Es en este contexto que los marxistas ortodoxos intentaron formular de manera más rigurosa el probable destino del capitalismo. Rosa Luxemburgo fue la primera en intentarlo en su obra La acumulación del capital (1913). Un segundo intento de elaborar una "teoría del colapso" científicamente rigurosa fue realizado durante e inmediatamente después de la Primera Guerra Mundial por ciertos economistas Nikolái Bujarin y el húngaro Eugen Varga. Según Ernest Mandel, es muy posible "postular el colapso inevitable del capitalismo sin postular la victoria inevitable del socialismo". Esta visión se expresó en el famoso dicho: "Es más fácil imaginar el fin del mundo que imaginar el fin del capitalismo".

### Reformismo evolutivo frente a la utopía revolucionaria
Bernstein prefiere los medios legales al método revolucionario. Las reformas son más prácticas que una revolución porque "se puede derrocar a un gobierno o a una minoría privilegiada, pero no a una nación". Rechazó la dictadura del proletariado como un "retroceso" y "atavismo político" en favor de la democracia como "condición necesaria" y "sustancial" para el socialismo.

«En la legislación, el intelecto domina sobre la emoción en tiempos de quietud; durante una revolución, la emoción domina sobre el intelecto. Pero si la emoción es a menudo un líder imperfecto, el intelecto es una fuerza motriz lenta. Donde una revolución peca por prisa, el legislador de todos los días peca por dilación. La legislación funciona como una fuerza sistemática, la revolución como una fuerza elemental.»

"Para conseguir el bien común, el tratar de servirse de los órganos del Estado para obtener reformas que benefician a la masa proletaria. Para ello debe aprovecharse la fuerza de los sindicatos y la acción política activa para obtener una legislación social destinada a obtener las reformas posibles y deseables, con el fin de elevar la condición de las masas necesitadas". Al igual que para los fabianos, sostuvo en su lugar el cambio evolutivo de la historia y por ello el deber concentrarse en "tareas reales e inmediatas". De ahí su principio: «el movimiento lo es todo para mí y que lo que se suele llamar "el fin último del socialismo" no es nada.»

«En ningún momento he tenido un interés excesivo por el futuro, más allá de los principios generales [...] Mis pensamientos y esfuerzos se ocupan de los deberes del presente y del futuro más cercano, y sólo me ocupo de las perspectivas más allá en la medida en que me dan una línea de conducta para la acción adecuada ahora. La conquista del poder político por las clases trabajadoras, la expropiación de los capitalistas, no son fines en sí mismos, sino sólo medios para la realización de ciertos objetivos y esfuerzos.»

A nivel económico, Bernstein aceptaba la nacionalización de las grandes empresas y de los monopolios, dejando solo libres a las pequeños empresas, talleres y negocios privados. Influido por Beatrice Webb, esposa de Sidney Webb, Bernstein defendió el cooperativismo como un progreso que ha de ser fomentado. Defendió el federalismo y la descentralización de entidades públicas locales y regionales "para superar los males de la centralización burocrática".

## Hans Kelsen
El jurista y filósofo del derecho Hans Kelsen ha realizado el que se considera el segundo más importante conjunto de críticas sistemáticas a la filosofía social y política marxista, precedido por Karl Popper, aun cuando sin embargo su primer trabajo sobre el particular antecede temporalmente al de su colega vienés. Estas se desarrollan cronológicamente a lo largo de cinco trabajos sobre el particular, cuatro de los cuales se encuentran traducidos al español y compilados en dos libros: Socialismo y Estado: una investigación sobre la teoría política del marxismo y La teoría comunista del derecho y del Estado.

### El reconocimiento contradictorio de infraestructuras políticas y culturales
Luego de reiterar que las relaciones sociales de producción no pueden determinar la superestructura jurídico-política puesto que la presuponen, Kelsen destaca la presencia de una deontología por dentro de la doctrina marxista: la diferencia que el marxismo hace entre las contradicciones externas entre la estructura ideológica y la realidad social, por un lado, y las contradicciones internas de la realidad social que harían posibles aquellas contradicciones, por el otro, implican que la unidad futura de la sociedad sí hará no-contradictorio al derecho como "deber ser". A la manera de una "prueba ontológica" de la existencia de una moral futura, el derecho natural oculto en el marxismo es el "deber ser" del colectivismo, ya que sería la única forma de un "deber ser".

«Marx distingue entre la naturaleza del hombre antes de la división de la sociedad en clases y la naturaleza del hombre después de tal hecho. Como la realidad social, la realidad del hombre tiene, por así decirlo, dos capas. Una externa, la realidad existente, y otra interna, la realidad verdadera, la esencia del hombre, su idea.»

A renglón seguido Kelsen desmenuza sistemáticamente la idea que el marxismo tiene de la relación entre la sociedad civil y el Estado, señalando las contradicciones en el desarrollo de la misma y las implicancias políticas que de estas se derivan:

«Engels dice en su Anti-Dühring: "El proletariado toma en sus manos el poder del Estado y transforma entonces los medios de producción en propiedad del Estado." Durante este período el proletariado es la clase políticamente dominante. Pero el poder político del proletariado no es efecto de su poder económico; por el contrario, su poder económico es efecto de su poder político, que el proletariado adquiere mediante la revolución, medio este específicamente político; y por medio de ese poder político el proletariado arranca de la burguesía los medios de producción a fin de concentrarlos en manos del Estado. Pero esto significa la primacía de lo político sobre lo económico, lo cual es difícilmente compatible con una interpretación económica de la sociedad.

Y el dominio del proletariado sobre la burguesía no consiste en modo alguno en la explotación de esta por aquel sino, por el contrario, en poner fin a la explotación. De ese modo, el Estado de la dictadura proletaria es en todo sentido lo contrario –o como dice Marx en Die Bürgerkrieg in Frankreich– la "antítesis" del Estado burgués, el cual, según la definición originaria, es "el" Estado por excelencia. Lo que queda de esa definición no es sino el dominio de un grupo por otro. No contiene referencia alguna a la base económica de la dominación ejercida por un grupo sobre otro, ni puede contenerla si es que ha de comprender tanto una dictadura burguesa como una proletaria. Pero tal definición del Estado es difícilmente compatible con la interpretación económica de la sociedad. Ni siquiera puede ser mantenido el elemento clase en esta definición; pues ni el grupo dominante ni el dominado, dentro del Estado constituído por la dictadura proletaria, pueden ser caracterizados como "clase".»

Como se ha visto, para Kelsen, es de esta raíz que surgen todos los problemas ideológicos que caracterizan a la sociedad socialista, y que según el marxismo deberían ser un reflejo de sus problemas sociales: si se acepta que el mundo de las ideas y las instituciones son un epifenómeno necesario de las relaciones sociales de producción, entonces las primeras no pueden entrar en conflicto con las segundas sin paralizarlas, y si no entran en conflicto reflejan la realidad "como es" y no reificada.

### La contradicción entre las clases como dualidades dialécticas y la lucha de clases en relación con el derecho y el Estado
Hans Kelsen se dirige antes que nada contra el núcleo de la teoría marxista de la lucha de clases: según esta el origen del conflicto es la tensión entre clases perimidas para desarrollar las fuerzas productivas y las nuevas que las reemplazan para poder continuar la misma tarea. Sin embargo, durante el desarrollo precapitalista de la humanidad, tanto las clases tecnológicamente esclerosadas como las que liberan el camino del progreso son siempre clases dominantes, y sus respectivas clases "dominadas" son parte del orden social del que aquellas forman parte. En rigor, los órdenes sociales viejos y nuevos (los modos de producción) son los que están en conflicto, y este se expresa en el conflicto entre viejas clases dominantes y nuevas (ej: la nobleza feudal contra la burguesía capitalista). El punto alrededor del cual Kelsen vuelve reiteradamente es la crucial diferencia entre esta lucha de clases horizontal e histórica y la lucha de clases vertical e interna a cada modo de producción, ya que es aquí donde según el filósofo del derecho se encuentra lo que sería un mesianismo arbitrario en la médula de la doctrina marxista. Aun reconociendo la importancia de la teoría de Marx para la sociología, el sociólogo Nicholas Timasheff apenas da valor a su doctrina como un todo a la que considera un milenarismo sin fundamento que elige al "proletariado" industrial como el "pueblo elegido", la única clase que puede convertirse en "clase universal":

«En segundo lugar, considerado históricamente, el paso de un tipo de organización social a otro no es inevitablemente consecuencia de la victoria de la clase explotada. En la historia de Europa, por ejemplo, la destrucción del feudalismo fue obra mucho más de la burguesía, relativamente pequeña y poderosa, que de los siervos.»

Para el marxismo la lucha entre clases dominantes y subalternas (específicamente para el marxismo: explotadoras y explotadas) nunca llega a un desenlace: ambas codependen entre sí en grado suficiente para que su coexistencia sea, a pesar del conflicto, condición para perpetuar un modo de producción necesario para el desarrollo histórico. Solo en el caso capitalista Marx hace una excepción: la clase dominante burguesa, por una contradicción interna del modo de producción capitalista, entra en conflicto irresoluble con la clase subalterna. La crisis de la sociedad capitalista acentúa esta escisión interna del sistema, y a su vez es esta particular irreconciliable y progresiva lucha de clases la que se potencia cada vez que las fuerzas productivas se desarrollan más. Es por esto que el marxismo cree poder encontrar, a falta de una nueva clase dominante progresista que se supere a la burguesa, la necesidad de una solución, y en esta necesidad lleva a ver en la clase subalterna generada por el orden burgués a la nueva clase progresista (por primera vez subalterna). Pero he aquí que Kelsen encuentra todavía más arbitraria esta conclusión y además una contradicción interna en el marxismo: las clases dominadas no tienen modo de producción propio, o, mejor dicho, tienen el modo de producción del que son parte como "oprimidas". Kelsen relaciona este fenómeno de una clase que supuestamente depende de otra que ya no existe, con la contradicción entre el anarquismo político y el autoritarismo económico:

«No menos flagrante es la contradicción, en el sistema del socialismo "científico", entre la situación legal de la sociedad comunista del futuro, que se presume será de anarquía individualista, y la situación económica, que consistirá en el reemplazo de la "anarquía de la producción capitalista" por una producción altamente organizada sobre la base de la propiedad colectiva de los medios de producción, concentrada necesariamente en manos de una autoridad central [...]

»El gobierno sobre las personas es reemplazable por la administración de las cosas y la dirección de los procesos de producción". Pero como las cosas son administradas y los procesos de producción son dirigidos por personas, la administración de las cosas y la dirección de los procesos de producción no son posibles sin un gobierno sobre las personas; y poca duda cabe de que la centralización de todo el proceso de producción económica requerirá un alto grado de autoridad. Como, desde el punto de vista de una interpretación económica de la sociedad, es imposible separar el aspecto económico de la organización social de su aspecto político, es una abierta contradicción negar la necesidad de autoridad alguna en el campo político, para admitir esa necesidad en el campo económico.»

El socialismo convierte a los obreros en asalariados del Estado burgués sin burguesía: contradicción que, afirma Kelsen, no pueden comprender los marxistas porque no ven que el Estado, en sí mismo, puede ser autónomo de la burguesía aunque la burguesía dependa de él, o sea: el Estado-nación moderno surgió con la burguesía pero no es burgués; en realidad "no es". Para Kelsen, la desaparición progresiva de la necesidad residual de reprimir a los burgueses lleva a los marxistas a suponer que el Estado podrá desaparecer con esta, y que por tanto el Estado podrá desaparecer al mismo tiempo que esté ejerciendo el control de la economía. Pero intentar que el Estado adopte las funciones directivas de la burguesía implica que la represión se utilizará para mantenerlas en forma permanente, y que el traspaso de esta dirección política a una comunidad no puede ser gradual ya que corresponde a una función distinta:

«Se refiere [Lenin] al Estado proletario como "forma transicional de su desaparición (forma de transición del Estado político al no Estado)". En consecuencia, caracteriza al Estado proletario como un "semi-Estado"; y explica las diferencias entre el Estado capitalista y el Estado proletario [...] 

De este modo, la dictadura del proletariado es un Estado y al mismo tiempo no es un Estado. En total conformidad con Marx y Engels, Lenin sostiene que el poder económico del Estado proletario debe ser ejercitado solo contra la antigua burguesía, y que en cuanto la burguesía sea abolida por completo, la maquinaria coercitiva del Estado desaparecerá. "El Estado se va extinguiendo en cuanto ya no hay más capitalistas, ni clases, y en consecuencia no se puede reprimir a ninguna clase". No hay "clases" porque no hay "capitalistas", y esto implica que no hay proletarios. Lenin presupone, como algo evidente por sí mismo, que el concepto de clase está vinculado esencialmente con la explotación del proletariado por los capitalistas.

»[Sin embargo] Lenin considera que el derecho del Estado soviético es un orden normativo y no lo rechaza despectivamente como mera ideología. Como la mayoría de los autores soviéticos, utiliza el término "ideología" para designar cualquier sistema de ideas. Define el marxismo como "ideología del proletariado" sin implicar ningún sentido peyorativo. Lenin habla del derecho como de una realidad social y justifica su existencia como un medio necesario para inducir a los hombres a trabajar para la sociedad. Y su teoría del derecho no es en modo alguno un reflejo ilusorio o pervertido de la realidad social en la cabeza de un ideólogo. Continúa: "¡En consecuencia, durante cierto tiempo no solo el derecho burgués sino también el Estado burgués permanecen bajo el comunismo, sin la burguesía!". Un "Estado burgués" y un "derecho burgués" sin burguesía son conceptos contradictorios consigo mismos, porque el Estado burgués es una maquinaria coercitiva y el derecho burgués un orden coercitivo, ambos con la finalidad de mantener la explotación del proletariado por la burguesía. Si no hay burguesía, es decir, una clase que explote a otra, ¿cómo podría haber una maquinaria coercitiva o un orden coercitivo para mantener la explotación?»

Según Kelsen esta coerción para la explotación, supuestamente exclusiva del Estado que mantiene el orden burgués, persiste de hecho sin más explicación.
Destaca cómo esta débil explicación de las características políticas de un Estado funcional a la explotación entre clases se sostiene gracias a que el marxismo varía varias veces su propia definición de clase:

«Por extraño que parezca, no hay en los escritos de Marx una definición clara de este concepto, que representa un papel tan decisivo en su teoría. El último capítulo de su inconcluso Capital está dedicado a este problema, pero no presenta sino algunas observaciones preliminares.»

La cita refiere a la abrupta interrupción del manuscrito del tercer volumen de El Capital, en el momento en que está respondiendo a la pregunta ontológica «¿qué constituye una clase?»; en el mismo la clase no aparece como rígidamente ligada al origen del ingreso o la posición en la división del trabajo:

La próxima pregunta a responder es esta: ¿qué forma una clase?, y por ciento que esto se desprende de suyo de la respuesta a la otra pregunta: ¿qué hace que trabajadores asalariados, capitalistas y terratenientes formen las tres grandes clases sociales?

A primera vista, la identidad de los réditos y de las fuentes de rédito. Son tres grandes grupos sociales, cuyos componentes, los individuos que las forman, viven respectivamente de salario, ganancia y renta de la tierra, de la valorización de su fuerza de trabajo, su capital y su propiedad de la tierra.

Pero desde este punto de vista médicos y funcionarios, por ejemplo, también formarían dos clases, pues pertenecen a dos grupos sociales diferentes, en los cuales los réditos de los miembros de cada uno de ambos fluyen de la misma fuente. Lo mismo valdría para la infinita fragmentación de los intereses y posiciones en que la división del trabajo social desdobla a los obreros como a los capitalistas y terratenientes; a los últimos, por ejemplo, en viticultores, agricultores, dueños de bosques, poseedores de minas y poseedores de pesquerías.

[Aquí se interrumpe el manuscrito.]

Kelsen destaca la definición dual que se repite particularmente cuando se enfoca a las clases económicamente:

«Donde no hay explotación no hay clases. La explotación de un grupo por otro transforma a ambos grupos en "clases" en su relación mutua [...] Si un grupo domina a otro sin explotarlo, ni uno ni otro son "clases" en el sentido originario del término.»

En ciertos casos, afirma Kelsen, es el mismo Marx el que contempla la existencia de clases dominantes no explotadoras, por ejemplo el proletariado sobre el campesinado en la "dictadura del proletariado", la burguesía sobre la pequeña burguesía, la nobleza sobre la burguesía, el clero sobre la nobleza, etc. Muchas de estas clases no tienen otras clases que según el marxismo sean necesariamente subalternas y por ende no requieren de la explotación para subsistir, así como hay clases subalternas que pueden existir sin estar sometidas a ninguna relación de explotación, y eventualmente ha existido explotación entre clases de diferentes períodos históricos que luego fueron necesariamente autónomas entre sí, lo que significa que una clase no requiere para existir ser parte de una dualidad orgánica interdependiente. La teoría marxista concibe al capital como una relación de producción que no se generaría por la entrada al entorno de un propietario privado con un capital físico de mayor utilidad, por lo cual el capitalista que quisiera usufructuar su capital debería disponer de previa fuerza de trabajo sin medios de subsistencia propios: se supone que solo así el trabajador podría estar interesado en convertirse en asalariado (esto exige la hipótesis ad hoc de una violenta acumulación originaria para que el trabajador haya sido despojado de sus propias herramientas de producción), y sin embargo la burguesía medieval fue mayormente propietaria del capital como herramienta de producción y auto-empleada laboralmente. Esto lleva a descubrir ciertas paradojas respecto de la cuestión de la explotación, a las que se enfrenta una economía en la que las clases sociales (privadas) son abolidas por la estatización completa de la economía, incluso si no se tiene en cuenta la posibilidad de una explotación estatal (pública):

Durante el período de su dictadura, el proletariado habrá de abolir no su dominación como tal, sino solo su dominación "como clase", es decir, el carácter clasista de su dominación. 
[...] Engels dice en su Anti-Dühring: "El proletariado toma en sus manos el poder del Estado y transforma entonces los medios de producción en propiedad del Estado. Pero al hacerlo, se pone fin a sí mismo como proletariado..."

Esto significa que en cuanto el proletariado se haya apoderado del gobierno y haya nacionalizado los medios de producción –lo cual implica necesariamente la abolición de la explotación económica del grupo gobernado por el grupo gobernante– el grupo gobernante deja de ser lo que era antes: un proletariado, lo cual significa una clase. Si se admite que existe todavía cierta explotación durante el período de dictadura del proletariado, solo puede ser la explotación del proletariado por la todavía existente burguesía; esto es factible, pues el sistema económico anterior puede ser abolido solo gradualmente. Solo por esta razón pueden continuar existiendo clases bajo la dictadura del proletariado. Pero en este caso, la clase políticamente dominante es, por lo menos en cierta medida, explotada por la clase políticamente dominada; y el proletariado es la clase políticamente dominante, pero la burguesía es, por lo menos en cierta medida, la clase económicamente dominante. Esto representa el abandono total de la interpretación económica de la sociedad.
Sin embargo, el supuesto que lleva a tan paradójicos resultados se halla en la base misma de la teoría de Marx-Engels sobre la dictadura del proletariado.

Erróneas réplicas a Kelsen obviaron este análisis aseverando que malinterpretar el concepto de Marx de "dictadura" podría haber llevado a estas conclusiones, pero el mismo autor se encargó de dejar en claro su conocimiento de la misma ya que es necesaria precisamente para hacer su refutación:

Conviene advertir que cuando Kelsen señala la existencia de una contradicción entre la propuesta de la dictadura del proletariado y los esquemas interpretativos del materialismo histórico, el alcance del término 'dictadura del proletariado' se circunscribe –como se habrá observado en el texto que se acaba de citar– al de 'dominio de clase proletario', siendo indiferente para la cuestión cuales sean las formas políticas ('dictatoriales' o 'democráticas' en el sentido del uso común de estas expresiones) que tal dominio de clase asuma. A este respecto debe subrayarse –contra lo que algún crítico ha objetado– que Kelsen es perfectamente consciente de la peculiaridad del uso lingüístico marxiano del término 'dictadura', que no hace referencia a una configuración institucional 'despótica' del Estado, sino al carácter de clase del mismo. Véase, por ejemplo, el siguiente pasaje de Socialismo y Estado: «no puede caber duda de que Marx y Engels consideraron la democracia como la forma política en que se debía realizar la dictadura del proletariado. La palabra 'dictadura' no puede ser ciertamente muy afortunada [...pero] la conciliabilidad de la 'dictadura' en el sentido del uso lingüístico marx-engeliano, con la 'democracia' no puede ponerse en duda si se tiene presente la 'dictadura' de la burguesía, de la que habla Marx». Y poco después: «yo no he afirmado nunca, como cree Max Adler, que exista una contradicción entre democracia y dictadura, en la forma en que Marx y Engels entienden este concepto (...). La contradicción existe únicamente entre la democracia y para ser más precisos, la reivindicada por Marx y Engels tanto para el Estado de clase capitalista como para el proletario, y la dictadura tal como es concebida por la teoría bolchevique.

### La desconexión entre las fuerzas productivas y las relaciones sociales de producción
La crítica del autor alcanza a las contradicciones internas de las declaraciones propias (o herederas) del marxismo-leninismo respecto al período de la "dictadura del proletariado" y su combate contra la burguesía internacional. Kelsen no solo se refiere a la inexplicable situación de constante fragilidad de la revolución proletaria (y a una superioridad económica de la burguesía que debería condecir con una superioridad política), sino que además cuestiona la teoría estalinista del "cerco capitalista" según la cual el Estado debe perpetuarse frente a las agresiones de los países capitalistas. Insiste sobre este punto ya que, incluso de existir dicho "cerco", el poder social resultante de la suma del proletariado de los países en los que ya habría tomado el poder y del proletariado incipiente en los que aún no, debería ser mayor que el de la suma de una pequeña burguesía asediada en los países socialistas y de una alta burguesía decadente en los países capitalistas, puesto que, de no ser así, desde un comienzo la revolución marxista mundial no puede vencer, siendo que depende de una clase social incapaz de prosperar por su base socioeconómica. O bien, si acaso lo hace, no es por el poder político de esta y entonces no tiene relación con dicha base, ergo: la dictadura proletaria se reduce a la dictadura de un partido. Todas las legitimaciones del orden político que se dieron en el "bloque socialista" repitieron la justificación estalinista de la existencia del Estado soviético, que pasa de la necesidad provisoria de luchar contra el capitalismo exterior mediante la teoría del cerco y la traición burocrática, a la necesidad perenne de reprimir la capacidad de regeneración del capitalismo de la pequeña burguesía y la capacidad de regeneración de la pequeña burguesía dentro del propio proletariado:

La burguesía tiene sus razones para hacer tentativas de restauración, porque después de su derrocamiento sigue siendo, durante mucho tiempo todavía, más fuerte que el proletariado que la derrocó.

Si los explotadores son derrotados solamente en un país –dice Lenin–, y este es, naturalmente, el caso típico, porque la revolución simultánea en varios países constituye una excepción rara, seguirán siendo, no obstante, más fuertes que los explotados.
¿En qué consiste la fuerza de la burguesía derrocada?
En primer lugar, "en la fuerza del capital internacional, en la fuerza y la solidez de los vínculos internacionales de la burguesía".
En segundo lugar, en que, "durante mucho tiempo después de la revolución, los explotadores siguen conservando, inevitablemente, muchas y enormes ventajas efectivas: les quedan el dinero (no es posible suprimir el dinero de golpe) y algunos que otros bienes muebles, con frecuencia valiosos; les quedan las relaciones, los hábitos de organización y administración, el conocimiento de todos los "secretos" (costumbres, procedimientos, medios, posibilidades) de la administración; les quedan una instrucción más elevada y su intimidad con el alto personal técnico (que vive y piensa en burgués); les queda (y esto es muy importante) una experiencia infinitamente superior en lo que respecta al arte militar, etc., etc."
En tercer lugar, "en la fuerza de la costumbre, en la fuerza de la pequeña producción. Porque, desgraciadamente, queda todavía en el mundo mucha, muchísima pequeña producción, y la pequeña producción engendra capitalismo y burguesía constantemente, cada día, cada hora, espontáneamente y en masa"..., porque "suprimir las clases no solo significa expulsar a los terratenientes y a los capitalistas –esto lo hemos hecho nosotros con relativa facilidad–, sino también suprimir los pequeños productores de mercancías; pero a estos no se les puede expulsar, no se les puede aplastar; con ellos hay que convivir, y solo se puede (y se debe) transformarlos, reeducarlos, mediante una labor de organización muy larga, lenta y prudente".

Si la pequeña producción "engendra capitalismo y burguesía constantemente, cada día, cada hora, espontáneamente y en masa", el vínculo entre las fuerzas productivas presentes y el modo de producción liberal-burgués es un nexo natural. Al dar testimonio de la capacidad espontánea de autorreproducción del capitalismo incluso bajo las condiciones adversas sociales, económicas y políticas de la economía socialista y de la dictadura del proletariado, se corrobora un fenómeno que solo puede entenderse mediante la negación más rotunda de un elemento clave en la teoría marxista: la caducidad del capitalismo. En cambio, si como el marxismo afirma, la burguesía ha caído en la obsolescencia de la misma forma que supuestamente la pequeña burguesía lo había hecho respecto a ella, entonces la fuerza del socialismo obrero debería ser, en la batalla económica, muy superior al capitalismo. Si la colectivización completa de la economía lleva a un estado por el cual sus dirigentes deben reconocer que la más leve disminución de la represión de la actividad privada lleva a la regeneración de una pequeña burguesía (cuya necesidad se supone ya había finalizado mucho antes con el desarrollo de la gran burguesía y la concentración industrial) al punto de que por solo esta se corra el riesgo del restablecimiento de todo el empresariado capitalista, entonces es el socialismo el que obstaculiza el desarrollo de las fuerzas productivas. Tanto Popper y Kelsen, desde posiciones muy distintas, coinciden en que de ser así es el proyecto socialista el que ha hecho retroceder, si existe, la secuencia histórica de los modos de producción, ya que él mismo se ha vuelto reaccionario: se ha convertido en cadenas para la liberación de fuerzas productivas que además tampoco ayudó a desarrollar. En la secuencia marxista del progreso económico el capitalismo se supone anterior y no posterior al socialismo, y por esto su resurgir debería tornarse imposible si ya se ha pasado el estadio de desarrollo sociotecnológico que hizo posible la revolución socialista. Solo podría imaginarse tal caso dada una prácticamente imposible catástrofe natural o una devastación bélica que destruyera los conocimientos científicos y la tecnología de producción con la precisión quirúrgica necesaria para regresar la situación de las fuerzas productivas a como se encontraban en un momento del pasado, e incluso así sucedería que la burguesía volvería a ser necesaria y todo intento de sustentar un socialismo obrero sería prematuro. (Ambos autores también coinciden en el hecho de que el marxismo es, en realidad, un naturalismo ético de tipo historicista, encubierto por su propia naturaleza mediante un pseudo-imperativo: el "ser" futuro es convertido en "deber ser" y el futuro es ideal, sin embargo el "deber ser" de la causa progresista nunca se justifica por su carácter ideal, ni por ningún otro).

### La desconexión entre los modos de producción y las superestructuras ideológicas
Kelsen plantea que, si se acepta dentro de la teoría marxista que el proletariado puede conquistar el futuro político por el poder económico que le da la organización marxista, política a su vez, entonces el "materialismo histórico" pierde la prueba de que el poder político de los comunistas depende de expresar el poder de clase del proletariado. Luego esta distinción debería aplicarse al poder de cualquier clase política respecto de su consideración como supuesta automática expresión del poder económico de las clases sociales. Kelsen ha notado cómo el contraste entre las consignas más conocidas del marxismo con las declaraciones reveladoras de Engels y Stalin no es resultado de la inconsecuencia respecto a los resultados de la aplicación de las teorías de Marx y Lenin hasta Mao:

Por eso, Lenin dice:

La dictadura del proletariado es la guerra más abnegada y más implacable de la nueva clase contra un enemigo más poderoso, contra la burguesía, cuya resistencia se ve decuplicada por su derrocamiento... La dictadura del proletariado es una lucha tenaz, cruenta e incruenta, violenta y pacífica, militar y económica, pedagógica y administrativa contra las fuerzas y las tradiciones de la vieja sociedad.

No creo que sea necesario demostrar que es absolutamente imposible cumplir estas tareas en un plazo breve, llevar todo esto a la práctica en unos cuantos años.

Kelsen llama la atención, en su obra final sobre el particular, que incluso luego de finalizadas las justificaciones para la existencia del Estado en el combate contra la pequeña burguesía (habiendo esta sido social o físicamente aniquilada), se perpetúa la existencia del mismo mediante la noción de un "Estado democrático" o "Estado de todo el pueblo", ya en plena contradicción con la doctrina marxista por la cual lo único que puede considerarse democratizable para una clase es el control en la represión de otra clase, siendo que se suponía que el Estado es intrínsecamente un instrumento de coerción clasista y no una vía de autogobierno ni tampoco un garante de la seguridad interpersonal.
Esta perpetuación del Estado incluye además un gran énfasis en el cambio en el sentido de la participación democrática: el marxismo en una primera etapa consideraba condición para una democracia proletaria la participación democrática de los proletarios en el Estado anti-burgués con las mismas formas que los burgueses en el Estado anti-obrero (y por dicha exclusión es que no se consideraba al Estado burgués una democracia plena), mientras que en una segunda etapa el marxismo comenzó a considerar condición que la participación no solo sea exactamente opuesta (partido único, disciplina ideológica), sino que además la relación inversa y disciplinaria respecto del partido en el poder lleve a que la faceta represiva de dicho régimen, o sea a la propia dictadura del proletariado (que antes solo combatía a la burguesía), se encargara directamente del adoctrinamiento ideológico y la persecución de los disidentes. En pocas palabras: una dictadura para regular la vida de los proletarios. Kelsen enumera las dos premisas totalitarias subyacentes al marxismo –que llevan, según el autor, a diversas contradicciones ad hoc– son: 1) que la condición de existencia del Estado es coordinar las diferencias y antagonismos de clase al mismo tiempo que toma parte en las mismas, ya que los antagonismos son intrínsecos y las diferencias sociales están basadas en relaciones de explotación, y luego 2) que toda clase social, por ser una formación privada de la colectividad, es una manifestación de una relación de opresión (solo posible entre estas). Estas observaciones remiten a las de otros autores, entre estos Žižek, Smolar, Cook, Timasheff y Manent: en cuanto el Estado se presenta realmente como representante de la sociedad tomada en conjunto –mediante la toma de posesión de los medios de producción en nombre de la sociedad–, o sea, al acaparar en su universalidad los causales del conflicto que son la naturaleza de la sociedad civil, desaparece como Estado, y la sociedad deberá poder transformarse en una suerte de comunidad (colectivista e impersonal, similar al Estado) sin carácter político. Sin embargo, si la condición de existencia de toda sociedad o de toda comunidad es, respectivamente, la cohesión de ámbitos privados por fuera o por dentro del espacio colectivo, la colectivización de la sociedad (el socialismo) no solo hace forzosa la permanencia del Estado: es, además, el fin de la sociedad como sociedad; solo puede optar esta entre transformarse en una "comunidad" política total o bien ser una "sociedad" absorbida totalmente por el Estado burocrático pero en cualquier caso siempre mediante una organización política que sirva de instancia superior al hombre particular y que imposibilite las facciones privadas: un Partido como es el caso típico en el totalitarismo político. Timasheff resume: "En primer lugar, las correlaciones estrictas entre la base económica de la sociedad y la superestructura no fueron demostradas por Marx, ni pueden serlo. Por el contrario, se ha señalado insistentemente que el mismo sistema económico capitalista ha coexistido con instituciones políticas diferentes, incluidas la monarquía absoluta y la democracia. De manera análoga, a lo largo de la era de predominio del orden capitalista, se han diversificado extraordinariamente la filosofía, las artes y otros fenómenos culturales."
Kelsen describe el mismo problema si se entiende la superestructura en sentido cultural y no político-estatal. La idea de "ciencia burguesa" y "ciencia proletaria" implica mucho más que un polilogismo sino además una fragmentación autorreferente de la teoría histórico-tecnológica del marxismo, ya que de estas surgen una "tecnología burguesa" y una "tecnología proletaria" que entonces –si se siguiera coherentemente con la línea argumental de las fuerzas productivas como infraestructurales– tendrían sus propias sociedades y sus propias clases, y así ad infinitum ya que estas últimas deberían tener sus propias ciencias a su vez.

### La dialéctica hegeliana como teología de la historia
Una de las críticas filosóficas más importantes al marxismo es que el fundamento de sus premisas gnoseológicas y epistémicas, así como de todas las teorías (antropológicas, tecnológicas, económicas, sociales, políticas, culturales) con las que forman una cosmovisión integral, es el conflicto de opuestos basado en la dialéctica en el sentido que Hegel dio al término, y que, por tanto, la premisa filosófica del método hegeliano de pensamiento no puede ser probado salvo por su aceptación por autorreferencia:

[...E]l hecho de que una teoría se enrede en contradicciones lógicas no constituye objeción desde el punto de vista de la nueva lógica, la lógica dinámica de la dialéctica, que Marx y Engels tomaron de la filosofía de la historia de Hegel. Porque la principal función de esa lógica consiste en eliminar el principio según el cual las contradicciones son inadmisibles. La opinión de que las contradicciones son inherentes a la realidad, especialmente a la realidad social, es un elemento esencial de esta dialéctica; y de acuerdo con esa opinión, las fuerzas opuestas que actúan en la naturaleza y en la sociedad son interpretadas como contradicciones lógicas. Si las contradicciones lógicas son inherentes a la realidad, las contradicciones en el pensar no son un defecto lógico, y así lo afirma expresamente Hegel en su Lógica. Como pensamiento y ser se identifican en su filosofía idealista, la idea de que haya contradicciones lógicas inherentes a la realidad es comprensible en cierta medida, como consecuencia de esa identificación. Pero dentro del cuadro de la filosofía materialista de Marx y Engels, que rechazan tal identificación, es absurdo interpretar como contradicciones lógicas a las fuerzas antagónicas o a los intereses en conflicto en la sociedad.

Kelsen, así como Popper en Conjeturas y refutaciones, da gran importancia en esta crítica a la dialéctica y la continúa en su último trabajo sobre el marxismo:

La presunción de que una ley del pensamiento pueda ser, al mismo tiempo, una ley de los hechos, se basa en último análisis en la suposición previa de que el valor ético, así como el lógico, son inherentes a la realidad; que el espíritu actúa en los hechos históricos; que lo real es lo racional. Esta hipótesis metafísica está en la base de la falacia fundamental de la dialéctica hegeliana: la identificación de la relación entre fuerzas opuestas de la realidad exterior, con la relación entre proposiciones contradictorias en el dominio del pensamiento. La relación entre dos fuerzas opuestas que da por resultado un movimiento definido en la naturaleza o en la sociedad no tiene nada que ver con la contradicción lógica. Los fenómenos de que se trata pueden, y deben ser descritos mediante expresiones no contradictorias, en completa conformidad con los principios de la vieja lógica. Pero precisamente esta falacia de la dialéctica hegeliana fue adoptada por Marx para su dialéctica. [...]

Nada puede mostrar más claramente la ineficacia del método dialéctico que el hecho de que él permite a Hegel elogiar al Estado como a un dios, y a Marx maldecirlo como a un demonio; que al aplicar ese método, uno de ellos afirma que la realización progresiva de la razón, por medio de la guerra, conduce necesariamente al dominio del mundo por la nación alemana, mientras el otro predice, como resultado inevitable de la evolución histórica, el establecimiento, por medio de la revolución, de la sociedad libre comunista mundial. Interpretaciones tan contradictorias son posibles porque esta filosofía, al pasar por alto el insuperable dualismo de realidad y valor, del "es" y el "deber ser", presenta lo que es simplemente un postulado político basado en juicios subjetivos de valor, como el resultado necesario de una evolución, determinada por leyes objetivas, que conduce necesariamente de un nivel inferior de cultura a otro más elevado. Si la realidad no corresponde al valor postulado, presuntamente inherente a aquella, se transfiere al futuro la inexorable realización de ese valor. Cualquier situación histórica puede ser interpretada de modo que represente la tesis, o la antítesis, o la síntesis, de acuerdo con la evaluación política que de ella haga el intérprete. De ese modo, el método dialéctico puede ser satisfactorio para cualquier credo político.

## Émile Durkheim
El sociólogo Émile Durkheim hace todavía más énfasis que la crítica weberiana en resaltar la relevancia de la religión en la determinación de los factores sociales, y por ende contesta mucho más frontalmente a la teoría marxista. En Marx, la organización económica de una sociedad es una expresión, por sobrevivencia adaptativa, de los requerimientos autónomos y naturales de un desarrollo tecnológico lineal y necesario, y por la cual estos últimos deben, en última instancia, condicionar también la organización social y política, al que la cultura y la religión debe finalmente ser funcional. En cambio para Durkheim es casi exactamente lo contrario: la imposibilidad de que la tecnología pueda evolucionar con independencia de los fines sociales que le dan origen se centra en que estos no remiten –ni pueden remitir– a la producción misma, salvo parcialmente en las modernas economías de intercambio basadas en criterios individuales de maximización cuantitativa de producción de bienes, y precisamente por ello su peculiar falta de un factor normativo de cohesión (anomia) que imposibilita la solución de sus crisis sociales internas:

No solo no está probada la hipótesis marxista, sino que es contraria a hechos que parecen establecidos. Sociólogos e historiadores tienden cada vez más a coincidir en esta afirmación común de que la religión es el más primitivo de todos los fenómenos sociales. Es de ella de donde han salido por transformaciones sucesivas todas las demás manifestaciones de la actividad colectiva: derecho, moral, arte, ciencias, formas políticas, etc. En el comienzo todo es religioso. Ahora bien, no conocemos ningún medio para reducir la religión a la economía, ni ningún intento de llevar a cabo realmente esta reducción. Aún no ha demostrado nadie bajo qué influencias económicas ha salido del totemismo el naturalismo y a consecuencia de qué modificaciones en la técnica se había convertido aquí en el monoteísmo abstracto de Jahvé y allí en el politeísmo grecolatino, y dudamos mucho de que nunca se consiga lograrlo. En términos más generales, es incontestable que originariamente el factor económico es rudimentario, mientras que, por el contrario, la vida religiosa es exuberante y tiende a extenderse a otros dominios. Así pues, ¿cómo podría la economía ser causa de la religión y, por el contrario, no es probable que la economía dependa de la religión mucho más que la segunda de la primera?

[...] Aunque las distintas formas de la actividad colectiva tienen, a su vez, un substrato que les es propio y aunque en última instancia derivan de él, una vez que existen se convierten a su vez en fuentes originales de acción, tienen una eficacia que les es propia y actúan a su vez sobre las propias causas de que dependen.

## Hannah Arendt

### La ausencia de un análisis positivo y normativo respecto de los derechos humanos
La filósofa política Hannah Arendt ha realizado diversas y muy particulares críticas al marxismo. Su pensamiento sobre la izquierda en general se desarrolla en su libro Sobre la revolución en la que toma partido por las revoluciones liberales, en particular la americana, y rechaza las radicales, en particular la francesa. En su célebre trabajo La condición humana estudia particularmente el estalinismo como la forma más acabada de totalitarismo que haya derivado del marxismo.
Su idea de los derechos contrasta especialmente con la crítica que el primer Marx hiciera sobre la misma idea de estos durante su estudio de filosofía política Sobre la cuestión judía:

En efecto, aunque proviene de una tradición filosófica muy diferente, Arendt conoce muy bien la perspectiva marxista y es capaz de reformularla a partir de su propio proyecto filosófico. Además de esto, Arendt se interesó muy especialmente por aquel régimen político surgido en el siglo XX en el que de forma masiva se experimentó una anulación total de derechos: el totalitarismo. A partir de lo anterior, como es sabido, Hannah Arendt formuló el que, para ella, es el único y real derecho humano, a saber, el derecho a tener derechos (The right to have rights).

No obstante, existen dos diferencias importantes entre Marx y Arendt. Primero, Arendt no ve, como sí lo hace Marx, una contradicción insalvable entre el ámbito de lo público y el de lo privado pues para ella el surgimiento de la sociedad de masas ha destruido ambos ámbitos; el público por haberse convertido en una simple función del privado y el privado por haberse convertido en el único aspecto en común que les queda a los seres humanos.
La segunda diferencia consiste en que, a pesar de lo anterior, las tres categorías de lo privado, lo social y lo público aún pueden ser usadas para analizar y valorar situaciones concretas y contemporáneas, como lo hace Arendt en el famoso ensayo sobre Little Rock (2000). En efecto, en sus Reflections on Little Rock, Arendt una vez más realiza un paralelo entre tres ámbitos de lo humano: el político, el social y el privado. El ámbito de lo político es gobernado por el principio de igualdad, un principio que tiene su origen y validez únicamente en tal ámbito. Lo social, por otra parte, es ese "reino curiosamente híbrido en el que los intereses privados asumen significación pública, y en el que desde el comienzo de la era moderna los hombres pasan la mayor parte de sus vidas". De acuerdo con Arendt, el ámbito de lo social es el primero con el que nos contactamos cuando dejamos la privacidad protectora de nuestros hogares. A este "curioso ámbito" entramos por tres posibles razones: a) la necesidad de ganarnos un sustento para vivir, b) el deseo de seguir nuestra vocación y c) el placer de la compañía. Este ámbito es controlado no tanto por el principio de igualdad sino por el principio de discriminación de acuerdo con el cual, "lo similar atrae a lo similar". Finalmente, el ámbito de lo privado es gobernado por el principio de la exclusividad.
Esto significa, entonces, que todos los derechos incluidos en las muy variadas listas son en realidad no derechos de los "humanos" sino de los individuos miembros de alguna entidad política. Solo de nombre son "derechos humanos", pues en realidad son "fórmulas" designadas para resolver problemas concretos de comunidades determinadas. En este sentido, como se ve, no nos encontramos tan lejos de la observación de Marx según la cual los derechos humanos son, en la realidad material, los derechos del hombre burgués.
Sin embargo, a diferencia de Marx, Arendt sí está claramente interesada en formular una nueva manera de entender la idea de los derechos humanos: el derecho a la participación política. Este es el derecho que no presupone, de ninguna forma, membrecía alguna a una comunidad política y, por lo tanto, el único derecho que realmente puede ser llamado "derecho humano". Y esto solo puede significar que se trata de un derecho derivado, no de alguna falsa idea de "naturaleza humana", sino de una idea de dignidad humana, la cual, a su vez, es derivada de las particularidades de la condición humana.

Sin embargo, las categorías arendtianas de lo público, lo privado, lo social y la acción, las cuales deben ser usadas para comprender su noción de derechos humanos, sí nos dan un marco conceptual muy potente para entender los límites y las posibilidades de lo que se ha llamado "El discurso de los derechos humanos". En efecto, las ideas de Arendt sobre una condición humana forman un marco conceptual amplio sobre el cual la noción de derechos humanos bien puede ser fundamentada sin la necesidad de alguna clase de noción metafísica como la de "naturaleza humana". Este marco conceptual de la condición humana es tanto crítico como realista y, en este sentido, el análisis sobre los derechos humanos que puede hacerse basado en él no desaparece, como pareciera ocurrir en el caso de Marx, en una noción vaga y hasta poética de la "emancipación humana", solo entendible y alcanzable con el surgimiento del comunismo.

### El papel faltante de la voluntad creativa en la democracia popular
El estudio del marxismo de Hannah Arendt, de crucial importancia para la socialdemocracia, se ha realizado midiendo la distancia entre su propia posición democrático-participativa y deliberativa, y el utilitarismo colectivizado y dialéctico del historicismo tecnológico del marxismo:

Del tratamiento histórico-filosófico de lo político en La condición humana, podría parecer que para Arendt una política auténtica (como libertad de acción, deliberación pública y divulgación) se ha perdido decisivamente en la era moderna. Sin embargo, en su siguiente gran obra, Sobre la revolución (1961) lleva a su replanteamiento de conceptos políticos y lo aplica a la era moderna, con resultados ambivalentes.

Arendt se opone a ambas interpretaciones, liberal y marxista, de las revoluciones políticas modernas (como la Francesa y la Americana). Contra los liberales, niega que estas revoluciones se dedicaron fundamentalmente a la creación de un gobierno limitado que haría espacio para la libertad individual más allá del alcance del Estado. Contra las interpretaciones marxistas de la Revolución Francesa, que se opone a la afirmación de que fue impulsado por la "cuestión social", un intento popular para superar la pobreza y la exclusión de los muchos contra los pocos que monopolizaron la riqueza en el Antiguo Régimen. Por el contrario, afirma Arendt, lo que distingue a estas revoluciones modernas es que exhiben (aunque fugazmente) el ejercicio de capacidades políticas fundamentales – la de los individuos actuando en conjunto, sobre la base de sus propósitos comunes de mutuo acuerdo, con el fin de establecer un espacio público de libertad tangible. Es en esta instauración, el intento de establecer un espacio público e institucional de la libertad cívica y la participación, donde marca los momentos revolucionarios como ejemplos de la política en tanto acción.

Sin embargo, Arendt considera que tanto las revoluciones Francesa y Americana en última instancia fallan en establecer un espacio político perdurable en el que las actividades en curso de la deliberación compartida, la decisión y la acción coordinada se pueda ejercer. En el caso de la Revolución Francesa, la subordinación de la libertad política a las cuestiones del bienestar de la gestión (la "cuestión social") reduce las instituciones políticas a administrar la distribución de bienes y recursos (materias que pertenecen propiamente en el oikos, que trata de como lo hacen con la producción y reproducción de la existencia humana). Mientras tanto, la Revolución Americana evadió este destino, y por medio de la Constitución logró fundar una sociedad política sobre la base de asentimiento comentado. Sin embargo, ella lo vio solo como un éxito parcial y limitado. América no pudo crear un espacio institucional en el que los ciudadanos puedieran participar en el gobierno, en el cual se podía ejercer en común las capacidades de la libertad de expresión, persuasión y el juicio que definan la existencia política. El ciudadano medio, aunque protegido de ejercicios arbitrarios de poder por los controles y equilibrios constitucionales, ya no era un participante "en el juicio y la autoridad", y entonces denegado de la posibilidad de ejercer sus capacidades políticas.

### La necesidad de una distinción antropológica entre labor, trabajo y acción
La filosofía política tradicional ha tendido a homogeneizar toda la gama de experiencias humanas dentro de las categorías de un único tipo de actividad humana. Así, el marxismo, por ejemplo, es una filosofía de la "labor" y el liberalismo del "trabajo", tanto que conduce a una pobre comprensión de la verdadera naturaleza de la política.
La condición humana de Hannah Arendt fue inicialmente parte de una planeada crítica a Marx. En el contexto ideológico de la Guerra Fría con muchos intelectuales de izquierda aun teniendo gran simpatía por el régimen comunista, Arendt estaba dispuesta a desafiar lo que consideraba una recepción acrítica de Marx. El contenido de esta crítica era que el pensamiento de Marx fue la mejor expresión de las tendencias más profundas de la modernidad. Él aceptó los más profundos presupuestos de su era y por lo tanto fue incapaz de proporcionar un distanciamiento crítico suficiente respecto de esta y de la comprensión de sus potencialidades amenazas.
Arendt descubrió tras la apariencia de unidad del obrar humano, tres tipos de actividad diferentes: labor, trabajo y acción. De estas la autora rescató esta última categoría, contra las dos primeras cuya apología como forma de relación con la naturaleza hiciera, respectivamente, el socialismo marxista y el liberalismo smithiano. Contra la deificación obrerista de la labor es que dirige la crítica que hace extensiva al marxismo:

Arendt entiende labor por aquella actividad que corresponde a los procesos biológicos y necesidades de la existencia humana: las prácticas que son necesarias para el mantenimiento de la vida misma. La labor se distingue por su carácter inagotable, que no crea nada permanente, sus esfuerzos son rápidamente consumidos, y por lo tanto debe ser constantemente renovada con el fin de sostener la vida. En este aspecto de su existencia la humanidad está más cercana a la de los animales y así, en un sentido significativo, es la menos humana ("Lo que los hombres [sic] comparten con todas las demás formas de vida animal ha sido no haber sido considerados humanos"). En efecto, Arendt se refiere a la humanidad en este modo como animales laborales. Debido a que la actividad laboral está comandada por la necesidad, el ser humano laboral es el equivalente del esclavo; la labor se caracteriza por ser la negación de la libertad. Arendt argumenta que es precisamente el reconocimiento de la labor como contraria a la libertad y a lo que es distintivamente humano, lo que subyace en la institución de la esclavitud entre los antiguos griegos; era el intento de excluir las labores de las condiciones de la vida humana. En vista de esta caracterización de la labor, no es sorprendente que Arendt sea altamente crítica de la elevación que Marx hace de la labor animal a una posición de primacía en su visión de los más altos fines de la existencia humana. Basándose en la distinción aristotélica del oikos (el ámbito privado del hogar) de la polis (la esfera pública de la comunidad política), Arendt sostiene que las cuestiones de la labor, la economía y similares pertenecen propiamente a la primera, no a la última. 

La emergencia de la necesaria labor, las preocupaciones privadas del oikos insertadas dentro de la esfera pública (lo que Arendt llama "el ascenso de lo social") tiene para ella el efecto de destruir lo propiamente político por subordinar el ámbito público de la libertad humana a las preocupaciones de la mera necesidad animal. La priorización de lo económico que se ha presenciado con el surgimiento del capitalismo no ha sido otra cosa, para Arendt, más que el eclipse tanto de las posibilidades de una acción política con sentido como de la persecución de fines más elevados que debería ser el objeto propio de la vida pública.

## Jürgen Habermas
Las críticas dispersas del filósofo Jürgen Habermas (considerado como uno de los pensadores más influyentes sobre el pensamiento político socialdemócrata) refieren a complejas cuestiones filosóficas, como las nociones de trabajo y alienación, que sin embargo son cruciales en la antropología marxista, y observaciones sociológicas vinculadas con las diferentes perspectivas de análisis que requiere el surgimiento del capitalismo contemporáneo:

El aspecto medular que critica Habermas, es la manera en que Marx relaciona las fuerzas productivas y las relaciones sociales. Sobre la base de ese cuestionamiento, trata de replantear el materialismo histórico y construir toda su teoría. Para Habermas, Marx realiza una distinción analítica entre dos dimensiones dialécticamente relacionadas en el marco del proceso reproductivo de la sociedad en su conjunto. Por un lado, se encuentra el espacio del progreso científico-técnico, que está sustentado en el desarrollo de las fuerzas productivas; y por otro, está el campo institucional, el de las relaciones sociales de producción. Según Habermas, Marx habría cometido una equivocación al establecer una relación dialéctica entre ambos, por cuanto las fuerzas productivas y las relaciones sociales pertenecerían a estructuras distintas. Las fuerzas productivas materializarían un saber técnico, en tanto que las relaciones sociales un saber práctico. 

Habermas considera que muchas de las dificultades teóricas, pero también prácticas de Marx, derivan de su énfasis en las fuerzas productivas como motor de la historia. Marx centraría el proceso de aprendizaje en la dimensión de las fuerzas productivas, sin tomar debida cuenta que estos también se llevan a cabo en la dimensión moral, acción comunicativa, y en la regulación consensual de los conflictos en la acción. Estos procesos del conocimiento se expresarían en formas más maduras de integración social en nuevas relaciones de producción, que a su vez harían posible la introducción de nuevas fuerzas productivas. 
Los miembros de la Segunda Internacional y Stalin consideran que un modo de producción puede estar en una situación estable si existe una correspondencia entre las fuerzas productivas y las relaciones sociales. El desarrollo endógeno de las fuerzas productivas ocasionaría una crisis en las relaciones sociales, lo cual crearía las condiciones para instaurar el socialismo. Como se puede apreciar, la técnica reemplaza a la praxis, y la razón instrumental a la dialéctica. Para Habermas, esta visión catastrofista de Plejanov, Kautsky, Stalin, no es correcta. El desarrollo de las fuerzas productivas puede crear problemas en las relaciones de producción, pero ello de ninguna manera significa que generaría una revolución de estas y un consecuente cambio del modo de producción.
La posición de Habermas, con respecto a la relación entre fuerzas productivas y relaciones sociales, es bastante ambigua. En algunos casos, le otorga un papel relevante a las fuerzas productivas en la dinámica social, en otros lo subordina a las relaciones sociales, básicamente cuando se refiere al caso del desarrollo histórico de Europa. En la reproducción social del capitalismo, el eje central son las relaciones sociales, y las fuerzas productivas son expresión del trabajo social pasado, que son relaciones sociales que se llevan a cabo en un determinado momento histórico. El problema de Habermas es que visualiza al trabajo como una fuerza productiva.

Habermas, que es un estudioso de Freud, por cuanto como ya vimos clasifica al psicoanálisis como una ciencia emancipativa, plantea que este concibió las relaciones entre fuerzas productivas y relaciones sociales de una manera similar a Marx, pero al no circunscribirse solo al trabajo y la producción, pudo abordar de una manera más idónea la problemática de la ideología. Para Freud, la represión estaba en función del desarrollo de las fuerzas productivas. A medida que la represión decrecía, el marco institucional podía modificarse para adecuarse a las necesidades de mayor gratificación. Según Habermas, el hecho de que Freud haya concebido a las instituciones sociales como resultado de las necesidades reprimidas, y por lo tanto, fuente de las comunicaciones distorsionadas, le daba a este último más posibilidades de dar cuenta de la ideología que Marx. Al centrarse Freud, no en el trabajo, sino en el desarrollo de las necesidades y los patrones motivacionales, fue capaz de percibir el poder de las normas sociales.

En contraste con la doctrina popperiana, pero partiendo críticamente de los mismos ideales de la modernidad ilustrada, Jürgen Habermas escribiría su obra más importante: Teoría de la acción comunicativa en donde asimilaría en una misma posición socialista los análisis marxista y weberiano, y que sería de gran influencia sobre la socialdemocracia contemporánea.
Angeles Perona ha destacado cómo la idea seminal de "sociedad abierta" descubierta por Popper ha sido utilizada en pro y en contra de la concepción que Marx tenía del "materialismo histórico", pero su verdadera relevancia reside en haber reinsertado nociones liberales, con peso de causalidad sociológica y hasta económica, en la discusión de los problemas de la acción política del marxismo y de la realización de un socialismo con genuina participación obrera, entroncándola con la obra de Habermas. Sin necesidad de derivar en una apologética capitalista, el eje del debate volvió así a enfocarse sobre cuestiones sociopolíticas como ser la planificación central sobre una vida civil unificada que pueda estar a la vez sujeta a un poder de masas cuyo prerrequisito sea la posibilidad del pluralismo, y la necesidad de asegurar las condiciones institucionales para la libertad de expresión individual en una organización económica colectivista.

## Charles Wright Mills
Las corrientes empiristas y derivadas de esta (el neopositivismo, la filosofía analítica, etc.), a pesar de haber sido matizadas por el racionalismo crítico y el pensamiento post-popperiano, han dejado una fuerte impronta sobre las ciencias sociales de escepticismo, utilitarismo, validación por el método experimental y por ende un fuerte rechazo por cosmovisiones filosóficas como el marxismo.
El sociólogo analítico Charles Wright Mills ha sido el más importante crítico del marxismo desde este enfoque, pero curiosamente a la vez un animado defensor del ideario marxista y del espíritu que le anima. Aun cuando su postura frente a este no está definida por el enfoque dialéctico marxista sino por dicho empirismo, su postura comprensiva es más cercana al pensamiento weberiano.
En su libro Los marxistas reflexiona sobre la historia del pensamiento marxista y su relación con la propia noción que el marxismo tiene de los cambios sociales (como fruto de la suma entre ideas con sus condiciones de posibilidad de realización debido a los orígenes materiales que las provocaron, que a su vez reflejan el desarrollo de la situación material sujeta a cambio.); luego se dedica a aplicar esta noción sobre el propio marxismo y experimentar sobre la validez del materialismo histórico para comprender el surgimiento y la efectividad de la doctrina de Marx.
Las críticas de Wright Mills, a diferencia de otras, no están dirigidas ni contra el marxismo, ni con indiferencia al mismo, sino con la intención de salvar el espíritu que anima a sus seguidores, pero sin el sistema cerrado y autorreferente de su corpus filosófico omnicomprensivo.
En diecisiete puntos condensó aquellas premisas que considera relevantes sean revisadas del marxismo, y luego las sometió a crítica:

1. La base económica de una sociedad determina su estructura social en su conjunto, así como la psicología de las personas dentro de ella.

2. La dinámica del cambio histórico es el conflicto entre las fuerzas de producción y las relaciones de producción.

3. La lucha de clases entre los propietarios y los trabajadores es un reflejo social, político y psicológico de los conflictos económicos objetivos.

Qué es exactamente lo que se incluye y lo que no se incluye en la "base económica" es algo que no está del todo claro, como tampoco están definidas con precisión ni son utilizadas, de manera consecuente las "fuerzas" y las "relaciones" de producción. La "ciencia", en particular, parece flotar entre la base y la superestructura; y es dudoso que la base, lo mismo que la superestructura, puedan usarse (tal como lo hace Marx) como unidades, pues ambas se componen de una mezcla de muchos elementos y fuerzas. La superestructura, para Marx, es una categoría residual, algo donde puede arrojarse todo lo que sobra. 
[...]

4. La propiedad como fuente de ingresos es el criterio de clase objetivo: dentro del capitalismo las dos clases básicas son los propietarios y los trabajadores

En la época moderna, los "estamentos" del orden medieval fueron reemplazados generalmente por clases económicas. Esto representa un cambio en el principio de estratificación prevaleciente y constituye uno de los puntos capitales en la propia definición de las dos épocas. [...]
Ahora bien, el modelo de Marx desechó todos los remanentes del status, definiendo la posición de los hombres dentro de la sociedad capitalista exclusivamente en términos de su relación con los medios de producción, con las fuentes de sus ingresos. Esto se debe, en parte, al método de abstracción de Marx, y, en parte, a sus expectativas acerca del desarrollo del capitalismo. Como método, es una simplificación fructífera si "clase" se utiliza como una dimensión de la estratificación. Como predicción sustantiva, resultó equivocada.
[...] 
La propiedad como un criterio de clase objetivo es indispensable para la comprensión de la estratificación de la sociedad capitalista. Por sí solo es inadecuado y engañoso, aun para comprender la estratificación económica. Además de las clases determinadas por la propiedad, que dependen de la naturaleza y el volumen de la propiedad en cuestión en cada caso, podemos clasificar de manera provechosa a las personas que no poseen propiedad en los medios de producción de acuerdo con las clases determinadas por los ingresos.

5. La lucha de clases, más bien que la armonía –"natural" o de otra índole– es la condición normal e inevitable en la sociedad capitalista

[...L]os conflictos económicos no son necesariamente "contradicciones" en el sentido de Marx, y no conducen necesariamente a la franca lucha de clases política.

6. Dentro de la sociedad capitalista, los trabajadores no pueden escapar a su condición de explotados y a su destino revolucionario mediante la conquista de derechos y privilegios legales o políticos: los sindicatos y los partidos obreros de masas son útiles como escuelas de adiestramiento para la revolución, pero no garantizan el socialismo

[...] Las organizaciones de los asalariados han sido incorporadas dentro de las rutinas del capitalismo del siglo XX. Sus objetivos, sus funciones y sus resultados se han estabilizado firmemente. No revelan "normalmente", Como ostentation Marx, un anti-capitalismo espontáneo, mucho menos el intento de organizar una nueva sociedad. Son organizaciones económicas que operan dentro del capitalismo, y sus lineamientos políticos no rebasan su función negociadora.
[...]

7. La explotación es parte integrante del capitalismo como sistema económico, aumentando así las oportunidades de hacer la revolución

La primera parte de la oración me parece correcta como juicio moral, aparte todos los argumentos acerca de las "teorías del valor". Pero es un juicio moral disfrazado de enunciado económico. El punto capital y más bien obvio es, sin embargo, este: las condiciones que pueden juzgarse (correcta o erróneamente) como explotación no han aumentado, hasta ahora, las oportunidades para hacer revoluciones proletarias en ninguna sociedad capitalista avanzada.

8. La estructura de clase se polariza más y más, aumentando así las oportunidades de hacer la revolución

La polarización no ha ocurrido; en el transcurso de la historia del capitalismo, la estructura de clase no se ha simplificado, como esperaba Marx, en dos clases. Al contrario, la tendencia opuesta ha sido general; y, mientras más "avanzado" se ha hecho el capitalismo, más compleja y diversificada se ha hecho la estratificación.
[...]

9. La miseria material de los trabajadores aumentará, como también aumentará su enajenación

La miseria económica o material no ha aumentado dentro del mundo capitalista avanzado. Al contrario, el hecho general ha sido un aumento en los niveles materiales de vida. Los trabajadores asalariados han mejorado generalmente su condición económica, reducido sus horas de trabajo [...]
El alegato en favor de la enajenación es, pues, mucho más convincente que el alegato en favor de la miseria material [...] Además, la enajenación no produce necesariamente, ni siquiera habitualmente, impulsos revolucionarios. Al contrario, a menudo parece más probable que vaya acompañada por la apatía política que por la insurgencia ya sea de la izquierda o de la derecha. [...]

10. Los trabajadores asalariados, una clase-en-sí, se transformará en el proletariado, una clase-para-sí

[...L]a realidad es que a los hombres a menudo les importan más los intereses temporales que los intereses a largo plazo, y los intereses particulares, como los de los oficios ocupacionales, por ejemplo, más que los intereses más generales de su clase. También es asunto de controversia intelectual y de juicio moral la determinación de qué es temporal y qué es duradero, y ciertamente es en parte un juicio moral decidir qué es "racional" y si los intereses de clase son o no son los únicos intereses racionales, o incluso los principales. La concepción de conciencia de clase de Marx es, sin embargo, tan utilitaria y tan racionalista como cualquier cosa que saliera de la pluma de Jeremy Bentham. La "consciencia de clase" es la contrapartida marxista de la imagen liberal del "hombre como ciudadano".

11. La oportunidad de hacer la revolución existe únicamente cuando las condiciones objetivas y la disposición subjetiva coinciden

Obviamente es verdad. Como ya hemos señalado, los dos procesos no han coincidido en ninguna sociedad capitalista avanzada, ni siquiera la más avanzada en la peor crisis económica que se conoce hasta hoy: los Estados Unidos en la década de los treinta.

12. La indispensabilidad funcional de una clase en el sistema económico conduce a su supremacía política en la sociedad en general

Detrás de la teoría del poder marxista, en suma, se encuentra una grandiosa –y falsa– analogía histórica entre la burguesía y el proletariado, entre la transición del feudalismo al capitalismo y transición del capitalismo al socialismo.
[...]
El capitalismo no se produjo debido a una lucha de clases entre siervos explotados y nobles, o entre jornaleros y maestros de gremios explotadores. La economía y la sociedad de la burguesía se desarrollaron como una estructura independiente dentro del feudalismo.
[...]
En contraste, los capitalistas y los trabajadores asalariados son parte de la misma estructura económica y social: dentro del capitalismo, los trabajadores asalariados no son representantes de ningún sistema económico independiente. Como ya hemos indicado, el motivo de lucha entre capitalistas y asalariados es la distribución del producto, no el sistema capitalista de producción como tal. [...]

13. En todas las sociedades clasistas, el Estado es el instrumento coercitivo de las clases propietarias

[...] En las sociedades en que hay clases propietarias, el Estado no puede entenderse adecuadamente como "tan solo" el instrumento de tales clases. En las sociedades en que no hay clases propietarias, el Estado no parece desvanecerse ni cambiar milagrosamente todas sus funciones y significados tan solo porque quienes dominan la sociedad a través de él hablen ideológicamente de los "intereses" de clase a los que sirve el Estado.
[...C]onviene que hagamos [...] del Estado un objeto [a la manera de Weber] de investigación más bien que una teoría encerrada en una consigna.

14. El capitalismo sufre una crisis económica tras otra. Estas crisis empeoran. De esta suerte, el capitalismo avanza hacia su crisis final y hacia la revolución del proletariado

[...I]ndependientemente de las causas, el capitalismo avanzado no ha sufrido un colapso como resultado de una crisis económica; ciertamente han ocurrido crisis o depresiones, pero estas parece ser más que permanentes.

15. La sociedad poscapitalista pasará primero por una etapa de transición: la de la dictadura del proletariado; después ascenderá a una fase superior en la que prevalecerá el verdadero comunismo

[...] Consideraremos estas revoluciones cuando examinemos el marxismo posterior a Marx.

16. Aunque los hombres hacen su propia historia, dadas las circunstancias del fundamento económico, la manera como la hacen y la dirección que esta sigue están determinadas. El curso de la historia está estructuralmente limitado hasta el punto de ser inevitable. 

[...D]ebemos construir otro modelo en el que los acontecimientos puedan entenderse en una relación más íntima y más consciente con las decisiones y la falta de decisiones de élites poderosas, tanto políticas y militares como económicas. [...]

17. La estructura social, tal como se señala en la proposición número 1, está determinada por sus fundamentos económicos; por consiguiente, el curso de la historia está determinado por los cambios en estos fundamentos económicos

El "determinismo político" y el "determinismo militar" son a menudo tan importantes como el "determinismo económico", o más, para la explicación de muchos acontecimientos cardinales de mediados del siglo XX. [...]

## Jean Baudrillard
La crítica al etnocentrismo del materialismo histórico marxista, y por ende a sus bases teóricas e históricas, ha derivado de las investigaciones de diferentes historiadores y antropólogos, como Claude Lévi-Strauss y Jack Goody. En la obra de Jean Baudrillard dedicada al marxismo se resume la más importante de sus observaciones respecto al mismo: la idea misma de economía política, como es concebida en Occidente, condiciona en sus análisis a Marx en tanto este sería un heredero directo de los prejuicios de la Ilustración:

Esta cuna de la teoría social marxista produce en ella, según J. Baudrillard, la creación de un modelo productivista cuyo efecto inmediato es la sustantivación del trabajo donde los conceptos de producción y trabajo asumen el papel de principios fundamentales del conjunto de categorías del Materialismo Histórico. Con ellos debe empezar entonces la revisión de los conceptos del análisis marxista.

Para Baudrillard, el prototipo del hombre-productor y su "Arbeitvermögen" o potencialidad productiva, se vuelve una "sobredeterminación metafísica del hombre como productor" condicionada por la economía política moderna:

Es cierto que Marx rompe el mito del homo oeconomicus por el cual era naturalizado el sistema del valor de cambio, pero pasa a constituir al hombre mismo en productor del valor por el trabajo bajo el influjo de su Fuerza de Trabajo. [...] Ha sido elaborado un estricto código, un código con validez histórica universal al cual han de adecuarse todas las sociedades. Por eso las sociedades 'sin historia' en el pensamiento marxista son parte de la "pre"-historia, por cuanto en ellas aún no está desarrollado el modo de producción, ni la producción ni la dialéctica, razón por la cual estas categorías solo sirven para el análisis de las sociedades regidas por la economia política, las nuestras. "Cuando el marxismo habla de producción en las sociedades primitivas, preguntémonos en qué medida este concepto fracasa cuando tiene que dar cuenta de nuestras sociedades históricas...".

## Albert Hirschman
El economista del desarrollo Albert O. Hirschman destaca las raíces comunes del liberalismo y el marxismo en la Ilustración en su aspecto negativo ya que "la afinidad básica entre estas dos teorías [el liberalismo y el marxismo] en apariencia opuestas se demuestra por la manera en que el lenguaje de la futilidad es común a ambas":

Marx es aquí un excelente testigo. Inmediatamente después de haber proclamado su descubrimiento de la 'ley del movimiento', escribe en su prefacio que la sociedad moderna 'no puede saltar por encima de las fases naturales (naturgemässe) de desarrollo, ni abolirlas por decreto'. La futilidad, tal como la expone el científico social que tiene un conocimiento privilegiado de las llamadas leyes del movimiento, consiste aquí en la tentativa de cambiar o estorbar su operación, mientras que en Pareto y Stigler la futilidad brota por tanto del vano esfuerzo por pisotear alguna constante básica.

Pensadores dispares, entre los que se puede contar a Zygmunt Bauman y Michel Houellebecq (que comparten con cierto comunitarismo la visión de Polanyi sobre las causas ideológicas de la modernidad mercantil así como la doble crítica a los costos de la individuación tanto en las sociedades industriales como especialmente en las postindustriales), han llamado la atención acerca de que el concepto liberal-popperiano de 'historicismo' se debería aplicar en gran medida en contra del mismo liberalismo.

## Karl Polanyi
Karl Polanyi, el llamado padre de la sociología intuitiva o "popular", desarrolla en su trabajo La gran transformación una observación similar a la de Hirschman, y la amplía criticando tanto al liberalismo como al marxismo por su interpretación clasista de los fenómenos sociales.

### La presunción del carácter de clase de los intereses individuales por sobre las motivaciones monetarias y las razones políticas
Particularmente Polanyi arremente contra el marxismo en su versión vulgarizada, tanto en su degeneración a teoría conspirativa de la sociedad como construcción de una clase, como en la confusión entre el "economicismo" del interés monetario individual (más propio de las clases burguesas y que llevan a que el burgués, el propietario individual, ponga su propio interés por encima del de su clase como grupo) y la noción genuinamente marxista de los intereses sociales y culturales como funcionales a la relación socioeconómica del individuo con los medios de subsistencia material (aplicable a todas las clases) con independencia de si estos intereses están dirigidos al lucro personal (como se aplica particularmente a las clases burguesas). Incluso critica el materialismo marxista correctamente entendido, ya que históricamente en los períodos previos a la "sociedad de mercado" estos intereses culturales no son explicables en términos modernos como funcionales al interés productivo, sino que a la inversa son los medios materiales de subsistencia (de los que no se niega se depende una vez creados) los cuales se construyen en función de una variedad dispar de intereses culturales: gloria, poder, tradición, costumbre, religión, etc.
Por otra parte el interés reificado de un período dominante no requiere reflejar los intereses materiales o culturales de la clase dominante, sino a la inversa: las clases deben reflejar el interés del funcionamiento de la sociedad con clases como un entero. Incluso si se presume la contrariedad de intereses entre clases económica o socialmente superiores e inferiores, tal situación no implica para ninguna de las partes que la desaparición de su contraparte de clase signifique un beneficio mayor; y esto es particularmente cierto en caso de que la clase superior oprima a la inferior. En cualquier caso, de la existencia de una sociedad formada por clases con beneficios desiguales disputables (sean o no estos beneficios síntomas de una relación de explotación), no se deduce que el dominio de las ideas funcionales a una sociedad reflejen a las ideas funcionales a los intereses egoístas de la clase más beneficiada. Los beneficios de esta última, si realmente se impusieran per se más allá de los límites en que fueron formados (sean los de propiedad o cualesquiera otros), tenderían realizarse a costa de beneficios de la clase opuesta que resulten ser condición necesaria para aquellos y/o que se realicen a costa del sistema del cual dependen. Es por esto que no es necesario suponer para la subsistencia política de una sociedad con clases el dominio de las ideas interesadas de una clase superior por sobre las ideas, potenciales o existentes, de otra inferior. Lo crucial para la misma reside principalmente en la hegemonía de aquellas ideas que, en ambas clases en conflicto, favorezcan los comportamientos que logren la subsistencia del orden económico dentro del cual -y con el cual- codependen, lo cual exige una posición de interés en las instituciones de la sociedad como un todo, que se impongan por sobre supuestos intereses clasistas ilimitados. Además, para conceptualizar estos intereses como independientes de las subjetividades culturales de cada sociedad, se requiere considerar que el carácter de la economía esté determinado por el estatuto de la mano de obra.
De esta forma el autor amplía su confrontación para con el poder de transformación social de la ideología liberal, alcanzando así a la rigidez del marxismo y su banalización conspiracionista como doctrinas funcionales a aquella:

Es preciso desterrar el mito liberal de la conspiración colectivista antes de analizar la verdadera base de las políticas seguidas en el siglo XIX. Según esta leyenda, el proteccionismo habría sido la pura y simple consecuencia del interés perverso de terratenientes, manufactureros y sindicalistas, quienes, por puro egoísmo, rompieron la maquinaria automática del mercado.

Adoptando una posición muy distinta y por supuesto desde tendencias políticas opuestas, las organizaciones marxistas presentaron un razonamiento sobre este problema también sesgado. No vamos a entrar aquí en el hecho de que la filosofía de Marx se haya centrado esencialmente en la totalidad social y en la naturaleza no económica del hombre.
El propio Marx prolongó las doctrinas de Ricardo al definir las clases sociales en términos económicos y, sin duda, la explotación económica ha sido un rasgo característico de la edad burguesa.

Las teorías de Marx convertidas en marxismo vulgar condujeron, no obstante, a una teoría poco matizada del desarrollo social fundada en las clases sociales. La presión ejercida para obtener mercados o zonas de influencia fue explicada con excesiva simpleza, atribuyéndola al móvil del beneficio de un puñado de financieros. Se ha explicado el imperialismo como una conspiración capitalista para incitar a los gobiernos a declarar guerras en interés del big business. Se ha defendido que las guerras estaban provocadas por esos intereses combinados con los de las fábricas de armas, que, milagrosamente, habían alcanzado el poder de conducir a países enteros hacia políticas fatales contrarias a sus intereses vitales. Liberales y marxistas estaban de hecho de acuerdo en hacer derivar el movimiento proteccionista de la fuerza de intereses partidistas, en explicar los derechos de aduana sobre los productos agrícolas por la influencia política de propietarios reaccionarios, en hacer responsable del crecimiento de las empresas monopolistas a la avidez de ganancia de los magnates industriales y, en fin, en presentar la guerra como la consecuencia del desenfreno especulativo.

La perspectiva de los defensores del liberalismo económico encontró así un poderoso refuerzo en una alicorta teoría de las clases. Al adoptar el punto de vista del antagonismo de clases, liberales y marxistas mantuvieron posiciones similares. Apoyándose en una documentación impermeable a cualquier tipo de crítica, establecieron perentoriamente que el proteccionismo del siglo XIX era el resultado de una acción de clase y que dicha acción servía principalmente a los intereses económicos de los miembros de las clases en cuestión. Apoyándose unos a otros consiguieron casi oscurecer el fondo del problema e impedir que surgiese una visión de conjunto de la sociedad de mercado y de la función del proteccionismo de esta sociedad. En realidad, los intereses de clase no proporcionan más que una explicación limitada de los movimientos a largo plazo en la sociedad. El destino de las clases viene determinado con más frecuencia por las necesidades de la sociedad que por las necesidades de las clases. Admitamos que en una sociedad organizada de una determinada forma sea aplicable la teoría de las clases, pero ¿que ocurriría si el propio edificio social sufriese transformaciones? Una clase que carece ya de función puede desintegrarse y verse suplantada rápidamente por otra nueva o por varias nuevas clases. Además, las clases en lucha tendrán posibilidades de triunfar si son capaces de obtener ayuda exterior y la obtendrán si sus miembros gestionan bien objetivos fijados por intereses más amplios que los suyos propios. Así pues, si no se considera la sociedad en su conjunto, no se puede comprender ni el nacimiento de las clases, ni su muerte, ni sus objetivos –en qué medida los alcanzan–, ni su cooperación, ni su antagonismo.

En líneas generales, la situación de la sociedad depende muchas veces de causas externas, tales como una modificación del clima, el rendimiento de las cosechas, la aparición de un nuevo enemigo, un arma nueva utilizada por un antiguo enemigo, la emergencia de nuevos objetivos comunitarios o el descubrimiento de nuevos métodos para alcanzar los objetivos tradicionales. En último término, los intereses partidistas tienen que ser puestos en relación con este tipo de situaciones si se quiere que su función resulte clara en relación al cambio social.

Resulta indudable que los intereses de clase juegan un papel esencial en las transformaciones sociales, ya que cualquier forma de cambio con repercusiones amplias tiene que afectar de un modo diferente a las distintas partes de la comunidad, aunque solo sea por sus diferentes situaciones geográficas o de equipamiento económico y cultural. Los intereses partidistas constituyen así el vehículo normal del cambio social y político.

Los diversos sectores de la sociedad van a defender diferentes métodos de adaptación –incluidos los violentos– en función de que las raíces del cambio radiquen en la guerra, en el comercio, en invenciones revolucionarias o en ligeras modificaciones de las condiciones naturales. Para defender sus intereses adoptarán diferentes vías, aunque algunos grupos pueden señalar el camino a seguir; y, justamente en la medida en que se puede designar a un sector o a varios sectores como agentes de un cambio social, se podrá explicar cómo se ha producido dicho cambio. La causa última, por tanto, radica en fuerzas exteriores y el mecanismo del cambio es el que permite a la sociedad utilizar sus propios recursos. El «desafío» se dirige a la sociedad en general, mientras que la «respuesta» se produce por la mediación de grupos, sectores y clases.

Los intereses de clase, por sí solos, no pueden proporcionar por tanto una explicación satisfactoria de ningún proceso social a largo plazo. Y esto es así, en primer lugar, porque el proceso en cuestión puede incluso decidir el futuro de la clase, y, además, porque los intereses de una clase concreta determinan los objetivos y los fines que intenta conseguir, sin determinar al mismo tiempo el éxito o el fracaso de los esfuerzos realizados para alcanzarlos. En los intereses de clase no existe nada mágico que asegure a los miembros de una clase el apoyo por parte de los miembros de otra, a pesar de que ese tipo de apoyo se produzca continuamente. De hecho, el proteccionismo es un buen ejemplo de ello. El problema, por tanto, no es saber por qué los terratenientes, los manufactureros o los trade unionists pretendían aumentar sus rentas mediante una acción proteccionista, sino por qué lo consiguieron. El problema no consiste tampoco en saber por qué industriales y obreros querían imponer monopolios para sus productos, sino por qué alcanzaron este objetivo. Tampoco radica la cuestión en conocer por qué ciertos grupos querían actuar de un modo semejante en varios países del continente, sino por qué esos grupos existían en países muy diferentes en muchos aspectos y también por qué consiguieron en todas partes lo que se proponían, del mismo modo que no interesa tanto conocer por qué los cultivadores de trigo intentaban venderlo a un precio elevado, cuanto las razones mediante las cuales lograron persuadir a los compradores para que los ayudasen a hacer subir los precios.

En segundo lugar, está la doctrina totalmente errónea de la naturaleza esencialmente económica de los intereses de clase. Aunque la sociedad humana está evidentemente condicionada por factores económicos, los móviles de los individuos solo excepcionalmente están determinados por el deseo de satisfacer necesidades materiales. El hecho de que la sociedad del siglo XIX estuviese organizada sobre la hipótesis de que este tipo de motivación económica podía considerarse de carácter universal, constituye precisamente una característica peculiar de la época. Al analizar esta sociedad conviene, pues, dejar un espacio relativamente amplio al juego de los intereses económicos, pero debemos cuidarnos mucho de prejuzgar la cuestión, que consiste en saber precisamente en qué medida una motivación tan inhabitual ha podido producir semejantes efectos.

Asuntos puramente económicos, por ejemplo los que se refieren a la satisfacción de las necesidades, tienen infinitamente menos relación con el comportamiento de clase que las cuestiones de prestigio social. La satisfacción de las necesidades puede ser, sin duda, el resultado de este reconocimiento social y, más concretamente, bajo la forma de signos externos o de recompensas. Pero los intereses de una clase están íntimamente vinculados de modo directo al prestigio y al rango, al status y a la seguridad, es decir, no son primordialmente económicos sino sociales.

Los sectores y los grupos que participaron intermitentemente en el movimiento general tendente al proteccionismo, a partir de 1870, no lo hicieron primordialmente por razones de interés económico. Las «medidas colectivistas», adoptadas durante los años críticos revelan que el interés de una sola clase nunca predominó, salvo en casos excepcionales, e, incluso en estos casos, pocas veces se puede decir que se trataba de un interés económico. Una ley que autorizaba a la administración de una ciudad a ocuparse de la estética de los lugares públicos descuidados, seguramente tenía poco que ver con «intereses económicos inmediatos». Lo mismo ocurría con las reglamentaciones que exigían a los panaderos lavar con agua caliente y jabón la panadería al menos una vez cada seis meses, o con una ley que obligaba a probar los cables y las anclas. Estas medidas respondían simplemente a las necesidades de una civilización industrial que no podían satisfacerse a través de los métodos del mercado. La mayor parte de estas intervenciones no tenían que ver directamente con los ingresos y presentaban con ellos simplemente una relación indirecta. Y lo mismo puede decirse de las leyes que se refirían a la salud, las explotaciones rurales, las bibliotecas, las comunidades públicas, las condiciones de trabajo en las fábricas y los seguros sociales. Esto es válido asimismo para los servicios públicos, la educación, los transportes y otras muchas cuestiones. Pero, incluso cuando entraban en juego intereses pecuniarios, estos tenían un interés secundario, ya que se trataba invariablemente de cuestiones tales como el estatuto profesional, la seguridad, una vida más humana y más larga, un medio ambiente más estable. De todos modos, no hay que subestimar la importancia pecuniaria de algunas intervenciones características de la época, como por ejemplo los derechos arancelarios o las indemnizaciones por los accidentes de trabajo. Pero, incluso en estos casos, los intereses no pecuniarios tenían también su peso. Los derechos arancelarios que suponían beneficios para los capitalistas y salarios para los obreros significaban, en último termino, seguridad contra el paro, estabilización de las condiciones regionales, seguros contra el cierre de industrias y, posiblemente y sobre todo, permitían evitar la dolorosa pérdida de status que se produce inevitablemente cuando se cambia a un trabajo que requiere menos habilidad y experiencia que el que se desempeñaba con anterioridad.

Desde el momento en que hemos echado por la borda esa idea fija de que los únicos intereses que pueden producir un efecto son de carácter sectorial y no de interés general, desde el momento en que hemos realizado una operación similar con el prejuicio, inseparable del anterior, que consiste en limitar los intereses de los grupos humanos a sus ingresos económicos, la amplitud y la importancia del movimiento proteccionista han perdido para nosotros su carácter misterioso. Mientras que los intereses pecuniarios son necesariamente el reflejo de las personas concernidas, los otros intereses abarcan a un círculo más amplio; afectan a los individuos de numerosas formas, en tanto que vecinos, miembros de una profesión, consumidores, peatones, viajeros habituales del ferrocarril, deportistas, cazadores, jardineros, pacientes, madres o amantes, y son, en consecuencia, susceptibles de ser representados por prácticamente cualquier tipo de asociación local o funcional: iglesias, ayuntamientos, cofradías, clubs, sindicatos, o, de forma más habitual, por partidos políticos fundados en amplios principios de adhesión. Una idea demasiado restrictiva del interés debe en efecto proporcionar una visión deformada de la historia social y política, y ninguna definición puramente pecuniaria de los intereses concede un lugar a la necesidad vital de protección social, cuya representación está generalmente a cargo de las personas que gestionan los intereses generales de la comunidad, es decir, en las condiciones modernas, los gobiernos específicos.

### El capitalismo como horizonte de la observación histórica
Algunos autores como Joseph Lajugie, Moses Finley, Karl Wittfogel, Karl Reitter y Jacques Le Goff, entre otros a partir de la influencia de Karl Polanyi, llaman la atención acerca de cómo el capitalismo y el socialismo son dos formas casi exactamente opuestas de organización social para una economía abierta y de intercambio, y que ambas surgieron de verdaderas revoluciones sociopolíticas centradas alrededor de una única idea secular de producción y distribución de la riqueza (producción de excedente que no tiene precedente histórico alguno en las economías antiguas y medievales construidas alrededor de sociedades religiosas). Muchos historiadores contemporáneos han cuestionado la metodología de investigación como sesgada por la modernidad occidental: las perspectivas heredadas por la Ilustración autolimitan las posibles categorías que sirven a la interpretación histórica, y diversos pensadores han señalado este problema de hermenéutica también en el materialismo histórico. Incluso autores marxistas como Karl Reitter se referirán al análisis tecnológico-economicista de Marx como aplicable exclusivamente al orden capitalista:

El resultado de la relación de clases es acumulable a voluntad en forma monetaria y susceptible además de ser reutilizado en otro momento y otro lugar al objeto de reproducirse otra vez. Todas las demás relaciones son diferentes: ninguna de ellas muestra esa particularidad. El hecho de que esa particularidad pudiera desarrollarse históricamente se explica por el despliegue de lo socioeconómico en tanto que esfera intratable. De nuevo, la descomposición del feudalismo, la separación de la esfera del Estado político respecto a la sociedad permitió tematizar la economía como una relación social. En sentido estricto, solo puede hablarse de economía dentro del modo de producción capitalista. Tal y como Polanyi ha puesto de manifiesto, en las sociedades precapitalistas lo económico se presenta estructural e inextricablemente vinculado a referencias políticas, morales, señoriales y culturales. Por ejemplo, un análisis de la dinámica económica en su forma pura, tal y como el que Marx llevó a cabo en el caso del modo de producción capitalista, no es posible en absoluto para una economía de la antigüedad. Así, pues, hay motivos para pensar que los conceptos de clase y de modo de producción solo pueden aplicarse en sentido categórico al capitalismo.

El autor socialdemócrata Ernest Gellner, ha puesto bajo tela de juicio la presunción del progresismo tecnológico-industrial de la economía socialista, partiendo de los mismos presupuestos que los historicistas utilizan para contrastar la potencialidad de desarrollo económico de los diferentes modos de producción, y evaluando sus propias reacciones ante estos:

Nuestro concepto de la historia del mundo es claro y sencillo: las tres grandes etapas del hombre –la cazadora-recolecta, la agraria y la industrial– determinan nuestros problemas, pero no su solución. En otras palabras: el marxismo se equivocó por partida doble; no solo lo hizo al suponer más etapas que las tres económicas, refinadas y ortodoxas (tanto si identificaron correctamente los elementos de la trinidad como si no, trinitarios como Comte, Frazer y Karl Polanyi estaban en lo cierto), sino sobre todo al sugerir que la solución, al igual que el problema, estaba determinada para cada etapa [...]

## Moses Finley
El historiador institucionalista Moses Finley, que comparte varias críticas con el autor marxista György Lukács en Historia y consciencia de clase, que hay evidencias claras de por qué fue imposible un análisis clasista coherente de la esclavitud dentro del sistema marxiano:

Hay muchos contextos en que todos hablamos vaga y no técnicamente de “clase”, sin causar ninguna dificultad de comprensión. Esto ocurrió también en el propio caso de Karl Marx, aunque en los escritos marxistas “clase” acabó por adquirir un rígido sentido técnico y un lugar clave en la teoría de la historia. Pero ni Marx ni Engels elaboraron jamás una definición adecuadamente meditada de clase, ni les preocupó suficientemente el concepto en las sociedades no-capitalistas. Por ejemplo, al principio del Manifiesto Comunista, en 1848, leemos que: “La historia de todas las sociedades hasta nuestros días es la historia de las luchas de clases. Hombres libres y esclavos, patricios y plebeyos, señores y siervos, maestros y oficiales, en una palabra: opresores y oprimidos se enfrentaron siempre...”; pero en el prefacio a la segunda edición (1869) de El Dieciocho Brumario de Luis Bonaparte, leemos que “en la antigua Roma, la lucha de clases sólo se ventilaba entre una minoría privilegiada, entre los libres ricos y los libres pobres, mientras la gran masa productiva de la población, los esclavos, formaban un pedestal puramente pasivo para aquellos luchadores”.
Estas dos afirmaciones equivaldrían a una incongruencia intolerable en un escritor que, como Marx, fue tan cuidadoso con sus categorías y su terminología, a menos que, como me parece a mí claramente, nunca se dedicara al problema de las relaciones de clase en las sociedades precapitalistas. La estructura de clase, ha escrito recientemente Bottomore, “es un fenómeno mucho más complejo y ambiguo de lo que puede suponerse por los escritos de Marx y Engels, que fueron grandemente influidos en sus opiniones por la notable prominencia de las relaciones de clase en el capitalismo temprano, y ante todo por la irrupción, en la vida política, del movimiento obrero”. En particular, ni los esclavos como tales eran miembros de una sola clase, ni lo eran los propietarios de esclavos. Variaban demasiado extensamente en función de su lugar en el sistema de producción. Sólo aquellos esclavos que estaban directamente dedicados a la producción, como mano de obra esclava, y aquellos esclavistas que empleaban su mano de obra esclava en la producción, podían considerarse como miembros de la(s) misma(s) clase(s).

El problema de realizar un análisis de clase en sociedades basadas en el estatus toma mayor relevancia en ciertas lecturas marxistas más rudimentarias en cuanto intentan forzar el concepto de "modo de producción" (esencialmente clasista) como heurística para el estudio histórico de las sociedades premodernas:

Todo intento de afirmar una interdependencia en la economía de la antigüedad tropieza con una dificultad inicial: en el extremo de producción de la supuesta relación no hay uno sino toda una variedad de medios en que estaba organizada la producción. A mi parecer, es esencial exorcizar para siempre el fantasma del modo de producción esclava como característico de la economía de la antigüedad. En primer lugar, grandes sectores (en el tiempo y en el espacio) del mundo greco-romano nunca emplearon mano de obra esclava productiva en escala importante. Esto sabemos hoy de los periodos antiguos, tanto el griego como el romano, y siempre fue cierto en las regiones orientales que fueron llevadas a la esfera greco-romana por las conquistas de Alejandro. En estas últimas, el número relativamente pequeño de ciudades auténticamente griegas, algunas como Alejandría y Antioquía verdaderamente grandes, parecen haber tenido numerosos esclavos en el servicio doméstico y administrativo y hasta cierto punto en la producción, pero los campos permanecieron, como habían estado durante milenios, como dominio de pequeños campesinos independientes o, de mayor importancia, de una u otra forma de trabajo dependiente, atado de facto a la tierra, pero en ningún sentido correcto de la palabra esclavos ni siervos. Los griegos fundaron un régimen funcionante de tenencia de la tierra y labor agrícola y, como ya lo he notado (página 116), no tenían razón para cambiar tal sistema; tampoco hay pruebas de que ellos o los romanos, después, hiciesen algunos cambios de importancia. Hoy creo que ciertamente en el África del norte y probablemente en España y la Galia, ciertas variedades locales de mano de obra dependiente sobrevivieron a la conquista romana, así como habían sobrevivido en el Oriente. Y en las ulteriores adquisiciones romanas en la Europa Central, los pequeños terratenientes independientes fueron la regla. La segunda dificultad del concepto “modo de producción esclava” es que la esclavitud-cosa ha sido integrada, en el pasado, a otros modos de producción, obviamente al capitalismo. El propio Marx dijo esto simplemente: “El hecho de que hoy no sólo llamamos capitalistas a los propietarios de plantaciones en los Estados Unidos, sino que eran capitalistas, se basa en su existencia como anomalías dentro de un mercado mundial basado en la mano de obra libre”. Este tipo de anomalía es razón importante para introducir en el marxismo contemporáneo el concepto de “formación social” (o alguna variante de tal término), en que se dice que un modo de producción coexiste con otros a los cuales domina. Entonces, el problema es que los modos secundarios —la esclavitud en el caso del capitalismo norteamericano— no sólo están “dominados” por el modo principal, sino incorporados a él, de modo que “modo de producción” pierde todo sentido sino es cual síntoma de una categoría particular de mano de obra. Cuando se empleaba esta mano de obra, como los esclavos norteamericanos, con objeto de producir para un mercado mundial capitalista, no tiene sentido y es engañoso hablar, en tal contexto, de un modo de producción esclava. 
Nada de esto pretende sugerir que no hubiese una variedad de relaciones sociales de producción en la antigüedad clásica, como en cualquier otro periodo histórico extenso. Mi objeción sólo va dirigida al esfuerzo por “codificar” la situación mediante el marbete “modo de producción”. Tal vez valga la pena añadir una tercera objeción a las dos que ya he planteado: si no hemos de falsificar burdamente la situación, ningún esquema basado en modos de producción puede dejar de incluir largos periodos de transición, concepto que Wallerstein ha desdeñado, correctamente, como “confuso-no concepto sin indicadores operativos”. Baste dirigir la atención a la “transición” de la antigüedad al feudalismo. En cualquier versión, la esclavitud-cosa dejó de predominar incluso en Italia ya en el siglo IV o V, mientras que es impropio hablar de feudalismo antes de la época de Carlomagno, dejando una “transición” que duró no menos de trescientos o cuatrocientos años. Para aquellos que, como la escuela de Carandini, consideran que el “modo de producción esclava” llegó a su fin a mediados del siglo II, la transición duró al menos seis siglos: llenarla con un supuesto “modo latifundista” es un esfuerzo desesperado.

Frente a las aclaraciones usuales respecto a que las sociedades estamentales o semiestamentales son también distinguidas por Marx respecto a las sociedades modernas, Finley destaca que esta distinción se realiza definiendo a sus "clases" dominantes por el carácter extraeconómico –y por ende simplificado– de su explotación: la propiedad sobre el capital –o sobre un factor económico cualquiera– no sería la raíz de su poder económico, sino a la inversa es la propiedad la que, formada a la luz de un sistema de producción, asigna control sobre bienes no-económicos que, sin embargo, posibilitan directamente el ejercicio de una dominación (o explotación si se presume que toda dominación tiene necesariamente este carácter).[cita requerida]

## Karl Wittfogel
El historiador Karl Wittfogel se sumó a la crítica de Finley al análisis marxiano de "modos de producción" en las sociedades precapitalistas, partiendo de su propio estudio del despotismo hidráulico el cual Marx intentaría problemáticamente enmarcar en un "modo de producción asiático", concepto al que el autor le dedicaría un vasto análisis desde su génesis hasta sus ulteriores desarrollos dentro del marxismo. El antropólogo Marvin Harris reseñó el problema revelado por Wittfogel:

La insistencia marxista en la unidad de la teoría y la práctica contiene una amenaza implícita contra la norma más fundamental del método científico, a saber: la obligación de exponer los datos honestamente. El propio Marx tuvo buen cuidado de colocar la responsabilidad científica por encima de los intereses de clase. Según Wittfogel, Marx exigía que los estudiosos se orientaran por los intereses del conjunto de la humanidad y buscaran la verdad de acuerdo con las necesidades inmanentes de la ciencia, sin preocuparse de cómo pudiera afectar esto al destino de una clase particular, ya fuera la de los capitalistas o la de los propietarios o la clase obrera. Marx elogiaba a Ricardo por adoptar esta actitud que en su opinión era «no sólo científicamente honesta, sino también científicamente necesaria». Por la misma razón llamaba «malvada» a cualquier persona que subordinara la objetividad científica a otros fines extraños: «[…] al hombre que intente acomodar la ciencia a puntos de vista que no se deriven de los intereses de la propia ciencia (aunque sea erróneos), sino ajenos y externos a ella, a un hombre así yo lo llamo “malvado”».

Mas Wittfogel sigue adelante acusando a Marx de «violar sus propios principios científicos» al negarse tenazmente a aceptar que en el Estado oriental era la burocracia la que constituía la clase dominante. Independientemente de las que fueran las intenciones de Marx, lo evidente es que una ciencia ligada explícitamente a un programa político está peligrosamente expuesta a la posibilidad de que los valores de ese programa lleguen a obtener prioridad sobre los valores de la ciencia. Históricamente es indiscutible que tanto Lenin como Stalin estuvieron totalmente dispuestos a pervertir los criterios con tal de probar en la práctica lo que sus teorías predecían. Como Wittfogel ha señalado:
"Partiendo de la tesis de Lenin de que toda la literatura socialista debe ser literatura de partido, que tiene que unirse al movimiento de la clase realmente más progresiva y más consecuentemente revolucionaria desprecian la objetividad y en su lugar ensalzan el partidismo de la ciencia."

La admisión de que a un movimiento proletario concreto puedan faltarle las condiciones para alimentar la conciencia de clase debilita necesariamente el potencial revolucionario de este movimiento. Si lo que importa es cambiar el mundo, y no interpretarlo, el sociólogo marxista no deberá vacilar en falsificar los datos para hacerlos más útiles. La ética de la ciencia social se deriva primariamente de la lucha de clases, y en esa lucha como en todas las guerras la información es un arma importante. Parece entonces que el filósofo marxista ha de gozar del permiso de alterar sus datos del modo que más útil resulte para ayudar a cambiar el mundo, sin más limitaciones que las que en tiempo de guerra se suelen imponer a la propaganda, o sea, las que se derivan por una parte del hecho de que la repetición de falsificaciones incesantes corre el riesgo de arruinar la credibilidad y producir la autoderrota, y por otro, de que la aceptación de la propaganda propia puede llegar a destruir con el tiempo las bases objetivas de la acción. No hay duda de que los persistentes errores que en la interpretación de la estructura de las clases de los Estados Unidos cometieron los observadores comunistas de la época de Stalin en parte son un reflejo de esta unidad de la teoría y la práctica. De modo similar, la incapacidad que demuestran los teóricos marxistas para denunciar los errores más patentes de Morgan es también un reflejo de la tendencia que la ciencia social politizada tiene a degenerar en rígido dogmatismo. Wittfogel ha demostrado cómo los ideólogos del Partido Comunista Soviético trataron incluso, y con éxito, de censurar un concepto del propio Marx, el de modo de producción oriental, como parte de la preparación del camino para la difusión del comunismo en China.

## François Furet
El historiador François Furet, de orientación a la vez social-liberal y conservadora moderada, realizó un estudio pormenorizado de la evolución del pensamiento de la concepción del Estado en la obra de Marx, evolución que se corresponde con sus intentos de interpretar el peculiar fenómeno de la política francesa. Furet concluye que, en este aspecto, el pensamiento político marxiano no logra integrar satisfactoriamente en su sistema de ideas la misma política, y para demostrarlo recurre a completos anexos en los cuales se cita extensamente a Marx mientras va pasando por distintas etapas respecto a su análisis del papel del Estado en relación con la sociedad civil:

Su obra sobre la Revolución francesa puede distribuirse en tres grandes etapas cronológicas, correspondientes a tres “maneras” sucesivas, hechas del tratamiento del mismo problema y del empleo de los mismos materiales [...] 

Pero a lo largo de toda su reflexión sobre la Revolución se encuentra un problema peculiar, planteado desde su juventud, el que podríamos llamar la “ilusión” del Estado en relación con la sociedad civil; y es en relación con las soluciones que aporta Marx, que pueden definirse sus interpretaciones. En sus escritos de juventud [1842-1845], esta ilusión es el producto más reciente de una alienación de su esencia por el hombre histórico; este concepto poshegeliano le permite pensar a la vez el Estado democrático moderno como el lugar imaginario de la igualdad ciudadana, y la multiplicidad de sus formas como otras tantas metamorfosis sucesivas, hasta que 1789 encuentra finalmente su punto de reposo con Luis Felipe: un Estado verdadera y enteramente “burgués”. Hay en esta interpretación una teoría de la revolución, como la manifestación de esta ilusión “política”, y la posibilidad de una historia de la revolución hecha de las metamorfosis sucesivas de esta ilusión. Así se explica, probablemente, la atención particular prestada por Marx a esta historia, durante este período de su vida intelectual.
Por el contrario, en el período siguiente [1846-1850] se vuelven raros los comentarios y desaparece la Revolución francesa pensada como una historia de las metamorfosis del Estado moderno. Porque la “ilusión” del Estado ha dejado de ser un concepto de la filosofía para convertirse en un dato puro de la necesidad histórica. De pronto, la revolución no tiene más que un sentido, y no de desarrollo; se inscribe por entero en la conquista del poder por la burguesía y la instauración de un Estado burgués, en cada uno de sus períodos: 1789, 1793, Termidor, el Imperio. Marx está más que nunca fascinado por los acontecimientos franceses que le ofrecen el precedente indispensable de la revolución proletaria. Pero los instrumentos de que se ha dotado para pensarlos son de tal manera inadecuados que le permiten decir casi cualquier cosa sobre su tema y postular por ejemplo dos interpretaciones contradictorias de 1793: que el Terror realiza las tareas de la revolución burguesa o que constituye una destrucción temporal del poder de la burguesía.

Pero contrariamente a lo que ha creído Marx, como tantos otros, la Revolución Francesa no ha terminado en 1830. El año de 1848 sella el fracaso de la revolución proletaria al mismo tiempo que reinicia un ciclo paródico de la revolución burguesa. Con la República y el Imperio, la historia regresa a Marx a los interrogantes de su juventud, para examinarlos en su edad madura, con otro vocabulario: si la “ilusión” del Estado moderno no es más que el engaño por el que la burguesía disfraza su dominio indiviso ¿cómo se explica esta cascada de revoluciones y de golpes de Estado al servicio del mismo poder? La respuesta más interesante de Marx [1851-1871] es la que le permite reintroducir –por momentos– la idea de la independencia del Estado frente a la sociedad, en un ciclo cronológico que no va de 1789 a 1830, como en su juventud, sino de 1789 a 1871. En algunas páginas sorprendentes de El Dieciocho Brumario y de La guerra civil, analiza Marx la Revolución francesa a la vez como la terminación del proceso de formación del Estado moderno, iniciado por la monarquía, y como su verdadera creación, coronada por la obra napoleónica. En las revoluciones subsecuentes del siglo XIX percibe Marx otras tantas reorganizaciones sucesivas de ese Estado, cuyas funciones y cuyo papel no cesan de crecer; las luchas por su control son tan interminables que se ha convertido en un cuerpo parasitario, independiente de la sociedad; hasta que la Comuna de 1871 anuncia su fin, terminando el ciclo abierto por la revolución.

Furet traza así los nexos entre el pensamiento de los historiadores monárquicos y los jacobinos y el propio de Marx, ya que en su obra se complementan, por un lado, la visión de que la democracia es el disfraz popular del dominio de una pequeña y alta burguesía cuyos conflictos políticos reflejarían los conflictos internos de estas clases, y, a la vez, por el otro, la visión de que incluso esta instancia de representación colectiva de la burguesía en el Estado contradice a los burgueses en tanto su ciudadanía política está en conflicto con su vida civil basada en una subsistencia económica competitiva. En el pensamiento marxiano, la democracia, sea aparentemente de todo el pueblo o sólo de la burguesía, es un poder colectivo nuevo cuya existencia separada ha sido posible en tanto la nueva vida económica se encuentra completamente desligada de lo político y mutuamente fragmentada en propiedades independientes dirigidas sólo a la producción económica. Lo “político” moderno pasa así a ser “la mentira comunitaria de la sociedad mercantil”: un Estado en permanente oposición conceptual y potencialmente en conflicto con su base económica en la sociedad civil. Esta concepción de una sociedad igualitaria y atomizada converge con la visión que Tocqueville tenía respecto al carácter democrático de la vida social burguesa tanto en la generación de sus elites como en su inculturación, y esto sería corolario de que las visiones políticas de ambos autores sea tan próximas entre sí en lo que respecta al inicial papel revolucionario desempeñado por el absolutismo monárquico y su carácter a la vez independiente y funcional respecto al surgimiento de una burguesía que requería de un marco legal e institucional autorizado para subsistir.
Para Furet nunca termina de realizarse el descubrimiento marxiano del objeto de estudio político, ya que su análisis era una caja de Pandora para la propia política revolucionaria en tanto ésta también sería observada por el mismo marco conceptual:

Debe advertirse que esta vacilación periódica del pensamiento, la especie de remordimientos que manifiesta por las simplificaciones a las que lo empuja su inclinación, no es jamás tan visible en Marx como en lo que ha escrito, durante toda su vida, sobre la Revolución francesa y la Francia contemporánea. Porque esta meditación interminable y ambigua sobre un enigma no ha dejado de ser al mismo tiempo un debate implícito consigo mismo y con su obra. Así que en el marxismo ha dejado también Marx, a los comentaristas, los elementos de una crítica del marxismo. El libro que no ha escrito sobre la Revolución francesa revela a su manera lo que no explica la opus magnum  consagrada al capitalismo inglés.

## Edmund Wilson
El historiador Edmund Wilson destaca la forma en que el materialismo dialéctico sólo en apariencia supera el conflicto entre determinismo y voluntarismo, ya que todo cambio del mundo es, en el marxismo, producto de una voluntad, pero las posibilidades de realización de dicho cambio están restringidas, en última instancia, a llegar a un solo camino:

Karl Marx identificó su propia voluntad con la antítesis del proceso dialéctico. «Los filósofos no han hecho más que interpretar de diversos modos el mundo, pero de lo que se trata es de cambiarlo», escribe en sus Tesis sobre Feuerbach. La voluntad había tendido siempre a desempeñar un papel de fuerza sobrehumana en la filosofía alemana; esa voluntad es rescatada por Marx e incorporada al materialismo histórico, donde transmite su impulso y fuerza de arrastre a sus ideas revolucionarias.
Para un hombre activo y resuelto como Lenin, pudo constituir una fuente suplementaria de energía la convicción de que la historia estaba a su favor, de que era seguro que lograría sus objetivos. La dialéctica, de este modo, simplifica toda la perspectiva: concentra la complejidad de la sociedad en un dualismo de protagonista y antagonista, y da plena seguridad no solo de que el resultado final de la lucha será con toda certeza el triunfo, sino que resolverá además para siempre todas las luchas. En consecuencia, el valor de la tríada dialéctica es constituir un símbolo de la periódica insurrección de las nuevas fuerzas vitales en ascenso contra las fuerzas viejas y estériles [...]. Es un adelanto respecto al punto de vista al que sustituye –«¡Abajo el tirano, viva la libertad!»–, ya que concibe el progreso revolucionario como un desarrollo orgánico enraizado en el pasado, en cuya preparación participan las propias fuerzas reaccionarias y en el que, en vez de realizarse la simple sustitución de un bando por otro, se combinan los recursos de ambos.
Sin embargo, la conversión a la fe en un poder divino no produce siempre efectos vigorizantes. Marx trató en vano de eliminar la providencia:
La Historia no hace nada –afirma en La Sagrada Familia– no posee ninguna inmensa riqueza, no libra ninguna clase de luchas. El que hace todo esto, el que posee y lucha, es más bien el hombre, el hombre real, viviente; no es, digamos la Historia quien utiliza al hombre como medio para laborar por sus fines –como si se tratara de una persona aparte–, pues la Historia no es sino la actividad del hombre que persigue sus objetivos.

Pero en la medida en que considera que el proletariado es el instrumento elegido de la dialéctica y que su victoria está predestinada, Marx acepta el supuesto de un poder extrahumano. En la Alemania de la Edad Media, explicaría Marx a los cartistas ingleses en un discurso pronunciado en 1856, existía un tribunal secreto llamado «Vehmgericht» «para vengarse de las iniquidades cometidas por las clases gobernantes. Si alguna casa aparecía marcada con una cruz roja, el pueblo sabía que el propietario de dicha casa había sido condenado por Temis-Hoydia. Hoy todas las casas de Europa están marcadas con la misteriosa cruz roja. La Historia es el juez; el agente ejecutor de su sentencia, el proletariado.» Hay, pues, un tribunal superior, y la clase trabajadora se limita a actuar como verdugo de sus veredictos. Existe una entidad no personal llamada «Historia» que actúa por cuenta propia y que terminará llevando a buen fin la epopeya humana, con independencia de lo que unos y otros puedan hacer. La doctrina de la salvación a través de las obras es susceptible de convertirse rápidamente, como lo demuestra la historia del cristianismo, en una doctrina de salvación por la gracia. Con demasiada naturalidad, el marxista, al identificarse con la antítesis de la dialéctica –es decir, al profesar una fe religiosa–, adopta la mentalidad del pasajero de una escalera mecánica. La Voluntad Marxista, que un día decidió cambiar el mundo, se transforma en la fuerza invisible que suministra la energía motriz que hace funcionar la escalera mecánica; basta con situarse en el peldaño inferior para que la escalera mecánica le lleve a uno hasta arriba; tal es la bendita condición de la síntesis. Sólo hay otra situación concebible: que alguien quiera descender por esa misma escalera; y entonces o quedará en el mismo lugar o retrocederá. Sin embargo, hay en el marxismo un vigoroso elemento moral que hace que este símil de la escalera resulte demasiado mecánico; en efecto, el hombre que asciende está seguro de su propia honradez, aunque no se mueva ni para ganar un peldaño, mientras que el que tiene la desgracia de caminar en sentido contrario, pese a que abrigue las mejores intenciones, está sentenciado –como el condenado pastor Krummacher– a ser arrastrado, no sólo en última posición hacia la síntesis, sino también hacia la ignominia y el tormento inevitables. Así, los socialdemócratas alemanes de la II Internacional, al dar por hecho el seguro advenimiento del socialismo, terminarían por apoyar una guerra imperialista que despojaría a la clase trabajadora de todas sus libertades; así, los comunistas de la III Internacional, al abandonar la historia en manos del demiurgo dialéctico, aceptarían el despotismo de Stalin mientras este cortaba las raíces mismas del marxismo ruso.

Para Wilson esto explica en gran medida por qué en el marxismo todos los pasos políticamente exitosos hacia el desarrollo de las fuerzas productivas se vuelven deseables históricamente, aun cuando no lo fueran humanamente, ya que no es dable encontrar otra manera en que la Historia se resuelva en un final salvífico. El camino dialéctico del progreso histórico posee un destino final pero no un trayecto relacionado directamente con este. No se puede tomar ningún criterio de referencia objetivo que, a manera de brújula, fundamente el carácter progresista de cualquier cambio social o acción política que la posibilite:

Karl Marx, con su rigurosa moral y su punto de vista internacionalista, había tratado de poner a la voluntad germánica al servicio de un movimiento que habría de llevar al género humano hacia la prosperidad, la felicidad y la libertad. Pero este movimiento, en tanto que implique, bajo el disfraz de la dialéctica, un principio semidivino de la historia al cual sea posible delegar la responsabilidad humana de pensar, decidir y actuar (y en estos momentos estamos viviendo una época de decadencia del marxismo), presta su ayuda a la acción represiva del tirano. La corriente original de la vieja Voluntad germánica, conservada en Alemania como legado patriótico, fue canalizada como filosofía del imperialismo alemán y, finalmente, del movimiento nazi. Las dos ramas –la rusa y la alemana– tiraron por la borda tanto lo bueno como lo malo del cristianismo. El demiurgo del idealismo alemán nunca fue un dios de amor, ni tampoco reconoció jamás la imperfección humana: no ensalzó la humildad propia o la caridad hacia el prójimo. Karl Marx, con su rigor de Antiguo Testamento, no hizo nada para humanizar sus efectos. Aunque deseaba una humanidad unida y feliz, aplazó ese objetivo hasta tanto no se lograra la síntesis. Mientras llegara ese momento, no creía en la fraternidad humana. Se hallaba más cerca de lo que nunca hubiera podido imaginar de la Alemania imperialista a la que tanto detestaba. Después de todo, los nazis alemanes –agentes también de una misión histórica– creen igualmente que la humanidad será feliz y permanecerá unida cuando sea totalmente aria y esté completamente sometida a Hitler.